# El Espinar
El Espinar es un municipio y una localidad española de la provincia de Segovia, en la comunidad autónoma de Castilla y León, perteneciente a la comarca de Segovia.   Cuenta con una población de 10 145 habitantes (INE 2024).
Situado al pie de la sierra de Guadarrama y atravesado por la carretera nacional N-6 y la autopista AP-6 que unen Madrid con La Coruña, el municipio ocupa la transición entre la sierra y la meseta castellana. En su territorio se localizan las localidades de El Espinar, San Rafael, La Estación de El Espinar, Gudillos, Prados y la mayor parte de Los Ángeles de San Rafael.
El gentilicio genérico es el de espinariegos y el apelativo «ahumao», «bolluyo» o «boina»  aunque el hecho de que el municipio comprenda varios núcleos de población hace que alguno de estos tenga el suyo propio, como es el caso de San Rafael, cuyo gentilicio es sanrafaeleños y el apelativo de «fondilleros».
El Espinar está hermanado con la población portuguesa de Maia.

## Toponimia
El topónimo deriva del latín spina más el sufijo abundancial -arius, y hace referencia a un lugar poblado de espinos. Se desconoce qué especie era la predominante en la zona en el momento de su fundación (siglo XII como mínimo) pero puede deberse al espino albar o majuelo, planta que sustituye a robledales y encinares cuando son degradados.

## Geografía física
El municipio se sitúa al sur de la provincia de Segovia limitando con las provincias de Ávila y Madrid. Su límite se eleva por la cordal de la sierra de Guadarrama y se extiende, hacia el norte, por la llanura de la meseta castellana. Al este, bordeando la sierra de la Mujer Muerta, se extiende hacia la capital de la provincia, Segovia, hasta el municipio de Otero de Herreros, mientras que hacia el otro lado, el oeste, se cierra con las montañas Cueva Valiente y Cabeza Líjar, que la separan del municipio abulense de Peguerinos. Esta situación convierte al municipio en un importante nudo de comunicaciones.
El pueblo de San Rafael está situado al pie del puerto del Alto del León y en el cruce de la carretera nacional N-6 y la N-603 que va a Segovia. El núcleo original está apartado de este nudo de comunicaciones, por unos 3 km, pero de este parte una ruta hacia Ávila.
Su situación, recostado por el sur contra el sistema Central y abierto por el norte a la meseta, junto con su altitud, que oscila entre los 1050 y los 2169 metros, con una media de 1200 metros sobre el nivel del mar, le confieren una climatología especial que, fresca en verano y fría en invierno, ha atraído a numerosas personas, generalmente de Madrid, que han hecho del lugar su segunda residencia, especialmente San Rafael, su urbanización de grandes dimensiones, Los Ángeles de San Rafael, y las urbanizaciones surgidas en la zona de La Estación de El Espinar, favorecido por sus buenas comunicaciones con la capital.
Existen también otros pequeños núcleos de población o caseríos, entre los que se podrían mencionar: Gudillos, el Alto del León, Aranguren, Batanejos, Campo Azálvaro, La Isabela, Prados o el santuario del Santo Cristo del Caloco.
El Espinar limita con los siguientes municipios: al norte con Otero de Herreros, Vegas de Matute y Navas de San Antonio; al sur Guadarrama, Los Molinos, Cercedilla y Santa María de la Alameda en la provincia de Madrid; al este con Real Sitio de San Ildefonso, Navas de Riofrío, Ortigosa del Monte; y al oeste con Peguerinos y Las Navas del Marqués en la provincia de Ávila.

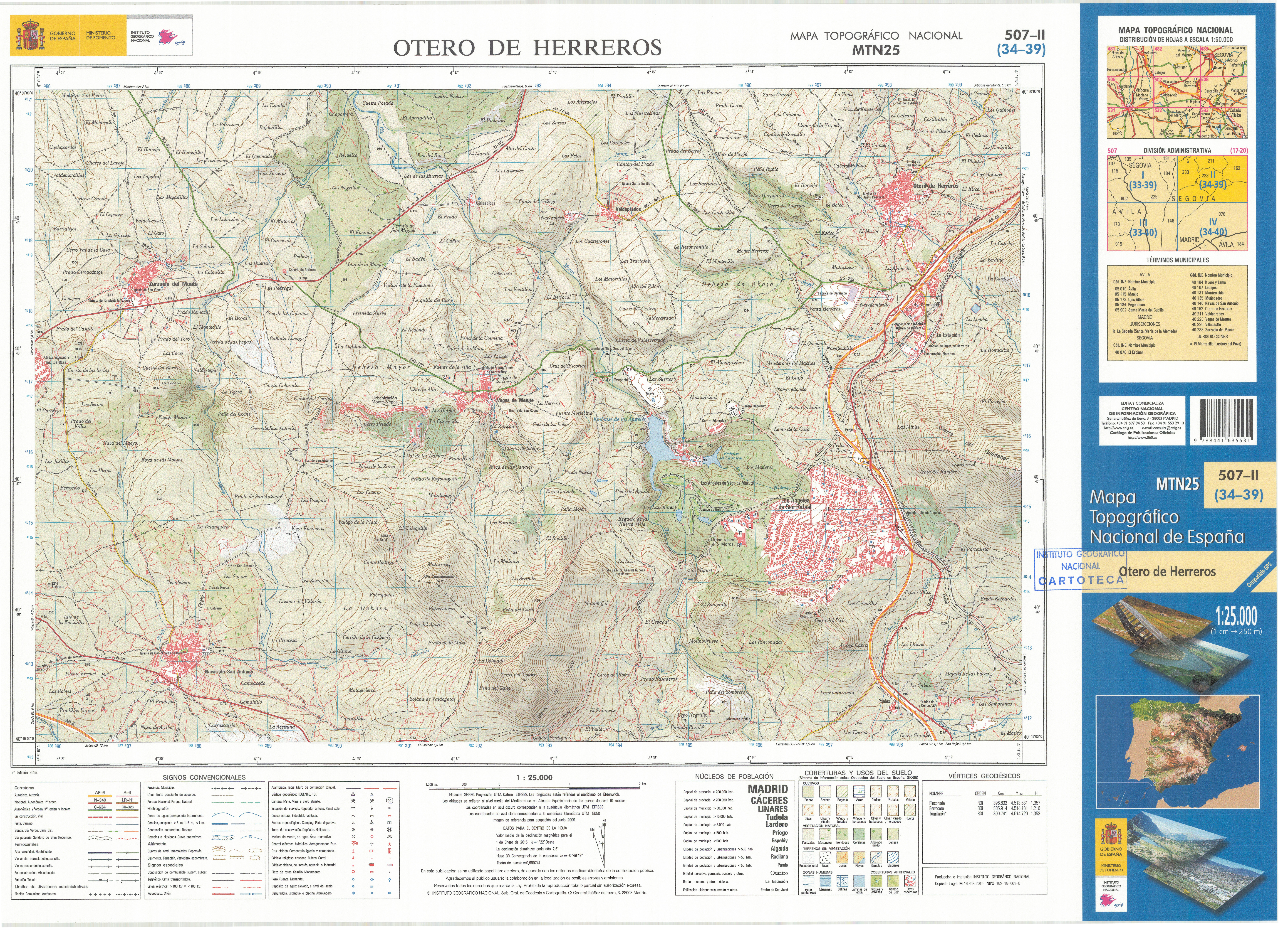
Fragmento de la hoja 507 del Mapa Topográfico Nacional de España de 2015 en el que se representa parte de El Espinar

| Noroeste: Navas de San Antonio                              | Norte: Vegas de Matute, Otero de Herreros                                         | Noreste: Navas de Riofrío, Ortigosa del Monte, La Losa, Navas de Riofrío, |
| Oeste: Navas de San Antonio                                 |                                                                                   | Este: Real Sitio de San Ildefonso, Cercedilla (Madrid), Los Molinos       |
| Suroeste: Las Navas del Marqués (Ávila), Peguerinos (Ávila) | Sur: Enclave de La Cepeda (Santa María de la Alameda, Madrid), Peguerinos (Ávila) | Sureste: Guadarrama                                                       |

### Orografía

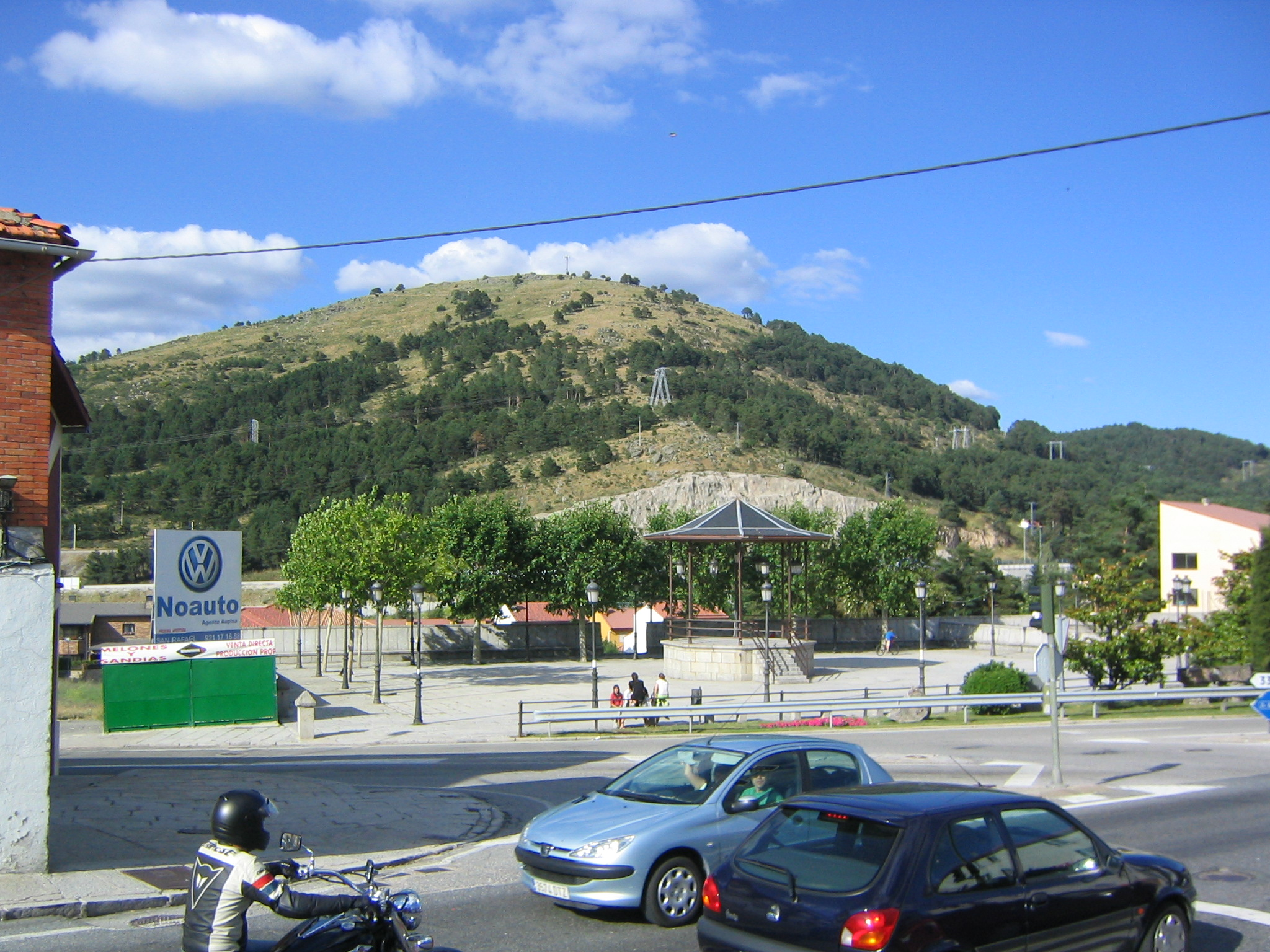
Plaza de Castilla en San Rafael

Las moles graníticas que conforman el sistema Central y en concreto la sierra de Guadarrama son el apoyo del municipio de El Espinar. La parte sur del mismo se recuesta sobre estos montes que forman, por el este, el valle del río Moros cuando se abre la cordal de la sierra en el Cerro Minguete (2023 m) que, pasando por el Montón de Trigo (2155 m), va a conformar el cordal de La Mujer Muerta (su máxima altura se encuentra en el pico del Oso de 2196 m), que siguiendo por el collado y puerto de Pasapán, al lado del pico del mismo nombre y de altura de 2001 m, sigue por la Sierra del Quintanar, ya con alturas que no rebasan los 2000 m.
El cordal de Guadarrama tiene su altura más relevante, que no máxima, en la Peñota, con 1945 m, que viene del referente puerto del Alto del León situado a 1511 m. Hacia el oeste la sierra sigue con los picos de Cabeza Líjar, de 1823 m, y el cerro de la Salamanca, de 1789 m. Entre estos dos picos se sitúa el puerto de Hornillos, que da paso a la carretera que se dirige a Peguerinos ya en Ávila. En este punto, la sierra tiene una variación norte, sigue por Cueva Valiente (1903 m) y, siguiendo esta variante, se encuentra el Cerro Caloco de 1567 m.
Desde algunas de las altas cumbres que rodean el municipio se divisa perfectamente parte de la llanura mesetaria, tanto la submeseta norte como la submeseta sur. También se distingue perfectamente la ciudad de Madrid y su complejo de rascacielos Cuatro Torres Business Area.
La sierra se va perdiendo en la llanura con elevaciones de pequeña altura y dispersas. Entre ellas destaca la de Cabeza Reina, de 1479 m de altitud, y el Estepar, de 1346 m.
Los ríos recorren los valles que se abren entre estas elevaciones. Hacia el noroeste, buscando el río Eresma, discurre el río Moros y sus afluentes. Las principales vías de comunicación procedentes de Madrid, la AP-6, la AP-61, la N-6, la N-603 y la línea de tren convencional Madrid-Segovia, también se abren paso en el término municipal buscando el norte y noroeste a través del valle.

### Hidrografía

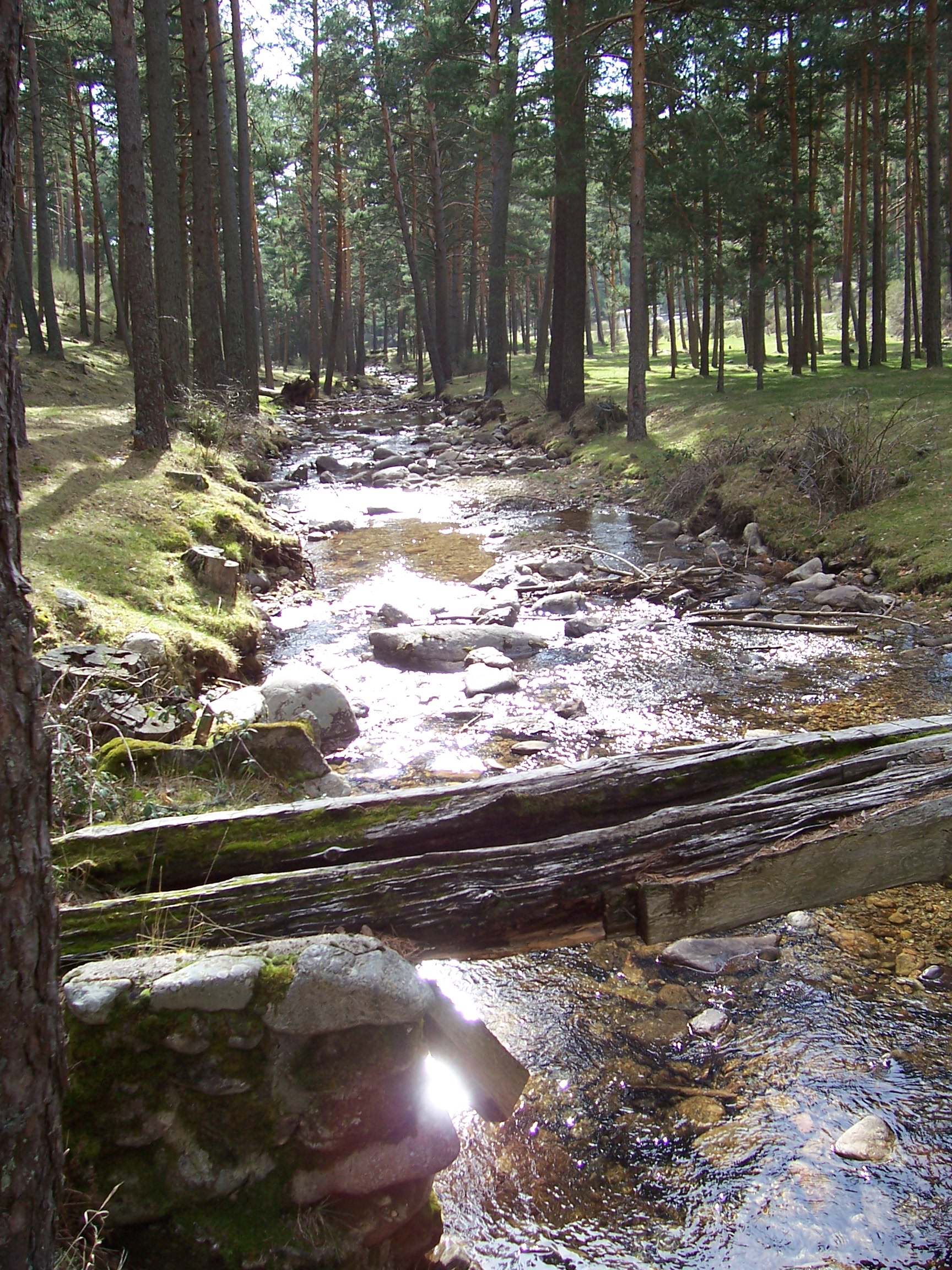
Río Moros

La ubicación de la villa de El Espinar, en la parte alta del extremo sureste de la cuenca hidrográfica del río Duero, justo en la separación con la vecina cuenca hidrográfica del río Tajo que realiza el eje axial de la sierra de Guadarrama, proporciona multitud de fuentes y arroyos que van conformando diferentes ríos. Los más importantes que cruzan el territorio municipal son:

#### Cuenca hidrográfica del Duero
- El río Moros es el más importante. Discurre por el valle que se abre, en su cuenca alta, entre las sierras del Quintanar y La Mujer Muerta y la Sierra de Guadarrama. Nace en las faldas del Montón de Trigo de la unión de los arroyos Tirobarras y del de los Ojos (su manantial recibe el nombre de Ojos del río Moros).[7] Pronto es embalsado por dos presas, primero la que forma el embalse de Vado de las Cabras o de El Espinar y seguidamente el del Tejo o de las Tabladillas. Discurre por la Garganta llegando a la zona de La Panera, que se ha convertido en uno de los puntos de ocio más importantes del municipio. En todo este recorrido no para de recibir, por ambas riberas, arroyos procedentes de las sierras que le rodean.

A la salida de La Panera, pasa por el núcleo de la Estación, a cuya salida recibe al río Gudillos. Más adelante, ya al norte del núcleo de El Espinar, recibe el arroyo de La Tejera y pasa a embalsarse por dos presas, la primera de ellas forma el embalse del Carrascal y seguido, formado parte del mismo complejo hidráulico, está la que forma el embalse de los Ángeles.
- El río Gudillos, afluente del río Moros, nace en la falda norte de La Peña del Cuervo, cerca del monumento al Arcipreste de Hita. Va recibiendo por su lado izquierdo los arroyos que nacen en el cordal de la sierra de Guadarrama, como el arroyo de la Gasca y el arroyo Mayor.

- El río Voltoya recorre la parte más occidental del territorio municipal de El Espinar pero no pasa por ninguno de sus núcleos urbanos, ni se acerca a ellos. La cuenca hidrográfica del río Voltoya es independiente y distinta a la del río Moros. El río Voltoya nace al oeste del municipio y su curso se dirige hacia el norte, hacia las llanuras mesetarias de la provincia de Ávila.[8] Corre por la pequeña vertiente fluvial formada entre los cordales del cerro Peña Morena, al lado norte, y el de Cañada de las Cigüeñas, por el sur.

#### Cuenca hidrográfica del Tajo
- Por una pequeña parte del extremo suroeste del término municipal, en la zona limítrofe con el término municipal de Las Navas del Marqués y más al sur de por donde discurre el río Voltoya, discurren unos pequeños arroyos de escaso caudal que pertenecen a la cuenca del río Cofio, que a su vez es tributario del río Alberche. Al igual que sucede con el Voltoya, ninguno de estos arroyos se acerca a los núcleos urbanos del municipio. Es más, tales arroyos discurren por la parte del término municipal que más alejada y equidistante está de cualquiera de los núcleos urbanos del municipio.

### Clima
Sus 21 610 hectáreas abarcan una gran diversidad de parajes naturales, perteneciendo algunos de ellos a la Red Natura 2000, y próximamente al Espacio Natural de Guadarrama. Se mezclan en El Espinar dos paisajes diferentes, la montaña y la llanura. Situado a una altitud relevante y recostado sobre la ladera norte del Sistema Central, tiene un clima fresco en verano y frío en invierno que hace que la riqueza natural sea muy importante. El árbol por excelencia es el pino, que cubre los montes de granito que son surcados por multitud de arroyos que nacen en fuentes.
El Espinar se encuadra dentro de la zona de clima continental moderado pero su elevada altitud hace que este esté matizado hacia unos inviernos más fríos y unos veranos más suaves. La situación al pie del Sistema Central en su vertiente norte hace que tenga un régimen de precipitaciones (que cuando la temperatura es fría suelen ser en forma de nieve) muy superior a las zonas vecinas.
Pese a la elevada amplitud térmica anual, en los núcleos habitados del municipio rara vez se desciende de -15 °C en las olas de frío invernales y rara vez se asciende de los 35 °C en las olas de calor estivales.
Como ocurre en todo el centro de la península ibérica, hay dos épocas que destacan como las más lluviosas a lo largo del año, una a mediados de primavera y la otra a finales de otoño (prevaleciendo en cantidad total de precipitación el otoño respecto a la primavera), siendo el invierno un poquito más seco que las dos anteriores, y siendo el verano la estación seca principal del año, la cual solo se ve interrumpida por pocos chaparrones asociados a tormentas eléctricas de verano que generalmente se dan al mediodía o a primera hora de la tarde en  determinados días calurosos con inestabilidad.
La orografía montañosa del terreno, el intenso calentamiento diurno, la humedad procedente de las zonas marítimas que rodean la península y la convergencia de las brisas de montaña son los responsables de los ascensos verticales de las masas de aire hacia las capas altas de la atmósfera, donde, al ascender y mezclarse con el aire frío en altura, forman las nubes de tipo cumulonimbo que dan lugar a dichas tormentas eléctricas típicas de los meses cálidos del año.
Las tormentas más peligrosas por abundancia de rayos y por fuertes rachas de viento suelen ser las que vienen del sur.
La niebla de advección es un fenómeno relativamente frecuente en las altas cumbres. La componente más frecuente de ese tipo de nieblas suceden con entradas de inestabilidad de nubes de tipo bajo de tipo estratocúmulos impulsadas por vientos del norte que consiguen llegar hasta el municipio a través del pasillo orográfico del norte de  provincia de Burgos tras recorrer gran parte de la meseta. Este tipo de nieblas pueden suceder en cualquier mes del año, si bien son muy raras en verano. Raramente este tipo de nieblas afecta a los núcleos urbanos del municipio.
La niebla de inversión, que se forma en situaciones de calma anticiclónica con más frecuencia en los meses invernales en el valle del Duero, en raras ocasiones consigue remontar desde la zona vallisoletana a través de la llanura segoviana hasta llegar al municipio. En tales casos, que suceden muy pocas veces, la niebla va remontando lentamente el valle del río Moros desde la llanura hacia las montañas, consiguiendo muy pocas veces llegar hasta los núcleos urbanos. Suelen suceder desde mediados de noviembre a mediados de enero, justo cuando ese tipo de nieblas son más frecuentes en nuestra península, pero raramente suceden más de dos o tres días cada invierno, e incluso hay años en los que este tipo de nieblas no afecta a nuestro territorio municipal.
El viento suele ser más frecuente en primavera y en la primera mitad del verano, apareciendo frecuentemente casi todos los días incluso con tiempo anticiclónico despejado. El motivo por el que en esa época del año sea tan recurrente el viento se debe al intenso calentamiento solar diurno sobre el terreno, el cual genera brisas de ladera no demasiado intensas por contraste entre las temperaturas que se alcanzan en las cumbres montañosas respecto a las que se alcanzan en los valles. Este régimen de brisas de montaña son bastantes persistentes durante las horas diurnas en esos meses primaverales y veraniegos.
En cambio, en septiembre y en octubre, debido a la menor intensidad de los rayos solares, por el menor calentamiento diurno y por la progresiva mayor duración de las noches, los días anticiclónicos despejados no suelen ser ventosos. De hecho, es en esta época del principio del otoño cuando los días despejados suelen ser apacibles y con viento en calma.
A partir de noviembre de nuevo suele ser más recurrente el viento, pero no por la activación de las brisas térmicas que se dan con el calentamiento diurno en primavera y en verano, sino que el tiempo ventoso en la época invernal es provocado por la inestabilidad que aportan las borrascas. 
Las diferentes altitudes que hay en el municipio hacen que haya varias zonas climáticas diferenciadas. Por cada cien metros de desnivel se obtiene una reducción de temperatura de medio grado centígrado. Atendiendo a la altitud tenemos las siguientes zonas climáticas:
- Alta Montaña.

Las cumbres de la Sierra de Guadarrama que rondan una altitud de unos 2000 m tienen un clima mediterráneo templado frío. La temperatura media anual es de unos 8 °C y las precipitación media se sitúa entre los 800 y los 1000 mm. Por encima de los 1800 m de altura suele haber nieve durante una media de 168 días al año.
- Baja montaña y pie de monte.

Clima mediterráneo templado con medias anuales de temperatura que oscilan entre 8 y 12 °C y una precipitación que se mueve entre los 600 y los 800 mm. La nieve viene a cubrir el suelo durante una media de 15 días al año.
| Parámetros climáticos promedio de El Espinar. Altitud: 1237 metros. Periodo 1987-2022.                                                                   | Parámetros climáticos promedio de El Espinar. Altitud: 1237 metros. Periodo 1987-2022. | Parámetros climáticos promedio de El Espinar. Altitud: 1237 metros. Periodo 1987-2022. | Parámetros climáticos promedio de El Espinar. Altitud: 1237 metros. Periodo 1987-2022. | Parámetros climáticos promedio de El Espinar. Altitud: 1237 metros. Periodo 1987-2022. | Parámetros climáticos promedio de El Espinar. Altitud: 1237 metros. Periodo 1987-2022. | Parámetros climáticos promedio de El Espinar. Altitud: 1237 metros. Periodo 1987-2022. | Parámetros climáticos promedio de El Espinar. Altitud: 1237 metros. Periodo 1987-2022. | Parámetros climáticos promedio de El Espinar. Altitud: 1237 metros. Periodo 1987-2022. | Parámetros climáticos promedio de El Espinar. Altitud: 1237 metros. Periodo 1987-2022. | Parámetros climáticos promedio de El Espinar. Altitud: 1237 metros. Periodo 1987-2022. | Parámetros climáticos promedio de El Espinar. Altitud: 1237 metros. Periodo 1987-2022. | Parámetros climáticos promedio de El Espinar. Altitud: 1237 metros. Periodo 1987-2022. | Parámetros climáticos promedio de El Espinar. Altitud: 1237 metros. Periodo 1987-2022. |
| Mes | Ene.                                                                                   | Feb.                                                                                   | Mar.                                                                                   | Abr.                                                                                   | May.                                                                                   | Jun.                                                                                   | Jul.                                                                                   | Ago.                                                                                   | Sep.                                                                                   | Oct.                                                                                   | Nov.                                                                                   | Dic.                                                                                   | Anual                                                                                  |
| --- | -------------------------------------------------------------------------------------- | -------------------------------------------------------------------------------------- | -------------------------------------------------------------------------------------- | -------------------------------------------------------------------------------------- | -------------------------------------------------------------------------------------- | -------------------------------------------------------------------------------------- | -------------------------------------------------------------------------------------- | -------------------------------------------------------------------------------------- | -------------------------------------------------------------------------------------- | -------------------------------------------------------------------------------------- | -------------------------------------------------------------------------------------- | -------------------------------------------------------------------------------------- | -------------------------------------------------------------------------------------- |
| Temp. media (°C) | 2.6                                                                                    | 3.6                                                                                    | 6.0                                                                                    | 7.7                                                                                    | 11.9                                                                                   | 16.2                                                                                   | 19.5                                                                                   | 19.6                                                                                   | 15.5                                                                                   | 11.2                                                                                   | 5.9                                                                                    | 3.9                                                                                    | 10.3                                                                                   |
| Precipitación total (mm) | 66.0                                                                                   | 54.4                                                                                   | 58.9                                                                                   | 67.5                                                                                   | 66.5                                                                                   | 34.5                                                                                   | 17.5                                                                                   | 18.4                                                                                   | 37.7                                                                                   | 82.9                                                                                   | 94.7                                                                                   | 78.4                                                                                   | 677.4                                                                                  |
| Fuente: Agencia Estatal de Meteorología. Temperaturas medias y precipitación. Datos de la estación meteorológica de la fábrica de maderas de El Espinar. |                                                                                        |                                                                                        |                                                                                        |                                                                                        |                                                                                        |                                                                                        |                                                                                        |                                                                                        |                                                                                        |                                                                                        |                                                                                        |                                                                                        |                                                                                        |

### Flora

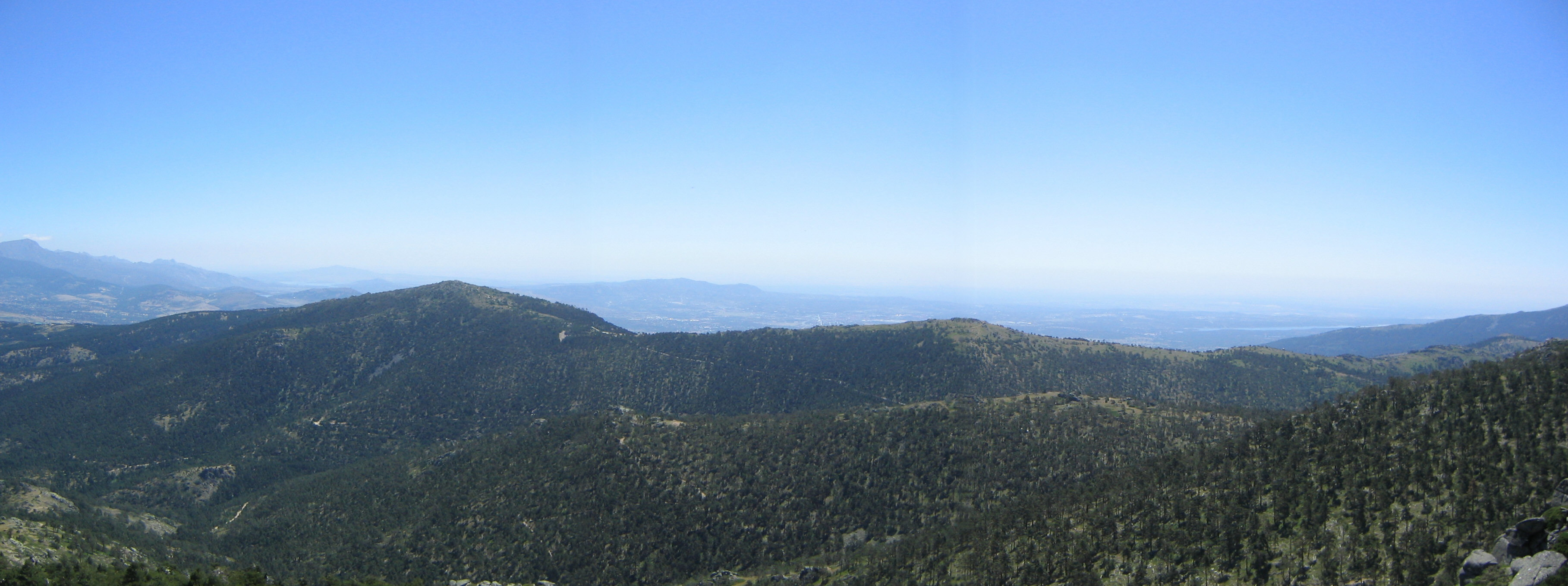
Cabeza Líjar

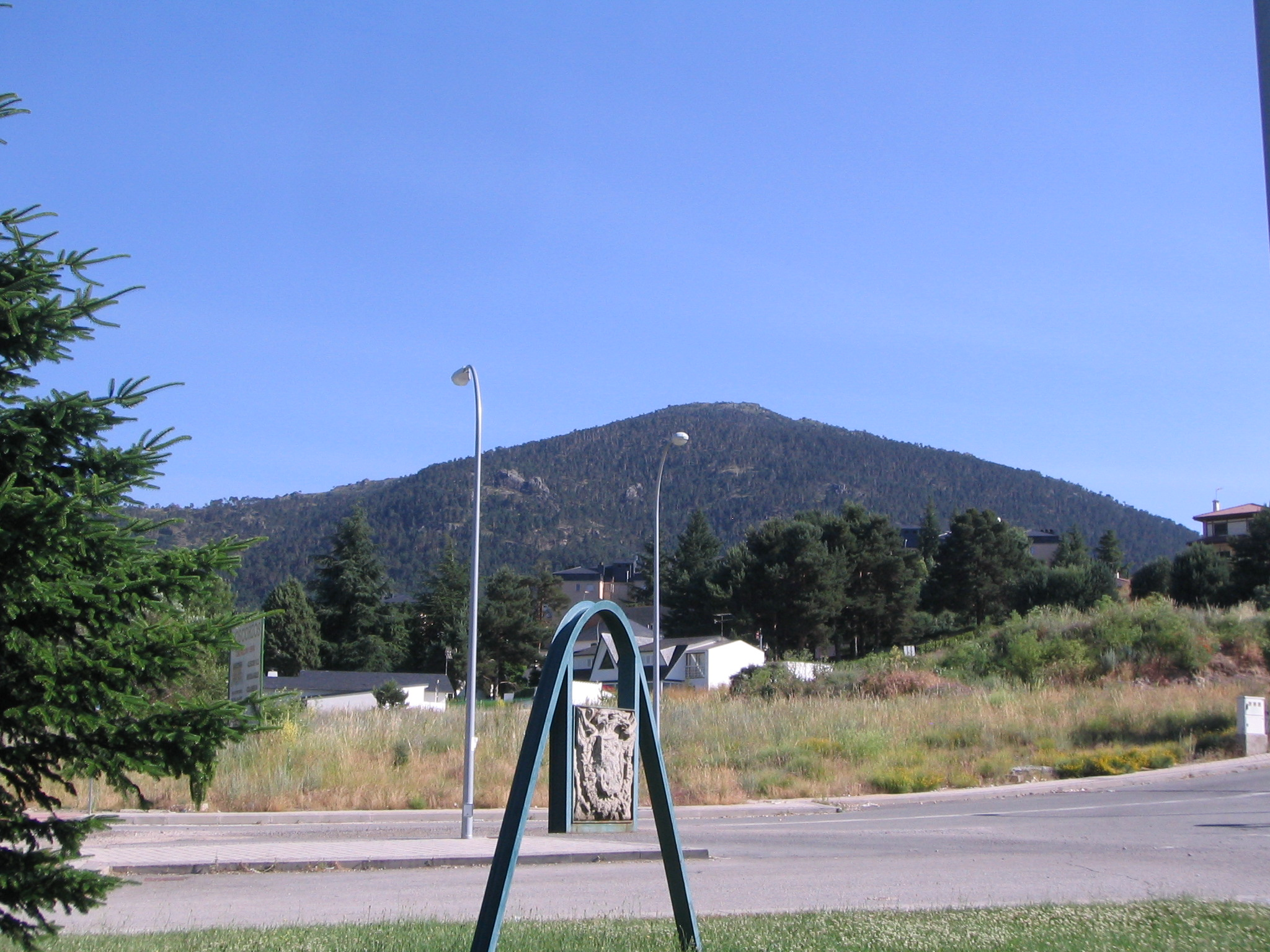
Vista de Cueva Valiente desde la Estación de Autobuses de San Rafael

En dependencia con la altitud y conforme se desciende, se definen varios ecosistemas: matorral pastizal de alta montaña, pinar de pino silvestre, robledal de melojo, encinar y bosque de ribera.
- Matorral de altura.

Este tipo de ecosistema se da en alturas superiores a los 2000 m. En él, las condiciones meteorológicas son extremas, con inviernos muy largos y duros que dificultan el desarrollo de la vegetación. Se encuentran allí las siguientes especies: piorno, brezo y enebro rastrero, con suelos asentados de sustrato rocoso ácido. Su aprovechamiento está basado en la ganadería y el turismo.
- Pinar de montaña.

Este ecosistema se ubica entre las altitudes de 1750 y 2000 m. Tiene un clima típico de montaña condicionado por su altitud, la orientación y localización geomorfológica. Sus suelos se encuentran en pendiente al corresponder, casi todo él, a las laderas de las montañas. Las bajas temperaturas y la alta precipitación favorece la vegetación estructurada por la altitud, en prados y matorral cespitoso, por debajo matorral aciculifolio y retamoideo, bajando bosque aciculifolio, caducifolio y por último, esclerófilo.
El pino silvestre es el árbol rey y suele estar acompañado por tejos, acebos, enebros, retama negra y de flor, helecho, etc. En estos bosques viven muchas especies de animales como corzos, ardillas, conejos, turones, zorros... así como reptiles y anfibios. Entre las aves encontramos cornejas, azores y búhos reales.
- Melojar.

Se ubica entre el anterior y los encinares que componen los bosques esclerófilos mediterráneos. El sustrato del suelo es de rocas ácidas y tierras subhúmedas. La vegetación está compuesta por roble melojo y rebollo que se complementan con arbustos como el zarzal, el espino negro... Este ecosistema está fuertemente alterado por la acción humana. La agricultura ha creado grandes zonas de cultivo mientras que se abren praderas para el pasto del ganado y se ha introducido el pino en tiempos del carboneo.
- Encinar.

En la parte occidental del territorio municipal se sitúa este ecosistema compuesto de encinas. Presenta una estructura abierta, en forma de dehesa. Junto a la encina se encuentran gran cantidad de arbustos y plantas como tomillo, santoninas o cantuesos. Está habitado por numerosas aves entre las que destaca el águila imperial. Hay también milanos, aguilillas calzadas y ratoneros.
- Sotos y riberas.

Sobre los aluviones que han traído las aguas de los ríos se extienden los sotos. Las características de composición de los mismos depende de la altura de su curso, de esta forma se tiene que en el curso alto es de suelo de ribera, en el mediano, arenosos, y en el bajo, arcilloso-limoso. La vegetación está formada por especies que gustan del agua como juncos, sauces, chopos y fresnos entre otros. La vida animal también está ligada a estas circunstancias, los anfibios son muy numerosos.

## Historia

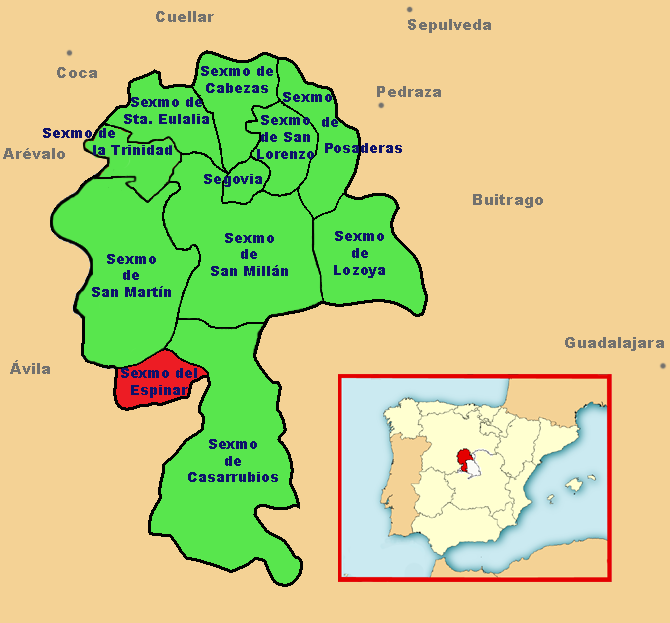
Mapa del sexmo de El Espinar en la región de la Comunidad de Ciudad y Tierra de Segovia

La ocupación humana en el territorio del actual término municipal se retrotrae hasta época protohistórica tras el descubrimiento arqueológico de la ciudadela de Canto-Los Hierros. Un oppidum cuyas más de setenta hectáreas de dispersión de materiales, con casi un centenar de viviendas y varias líneas de muralla, y cuyo emplazamiento a más de 1700 m.s.n.m, le sitúan, sin parangón en la historiografía peninsular, en el punto de mira de la investigación arqueológica a nivel europeo,[cita requerida]. El vestigio más antiguo es una punta de lanza que se halló en pinarillo del Caloco. Esta punta de lanza está datada en el siglo II y es de origen romano. Hay indicios de explotaciones mineras romanas en Caloco.
Entre los siglos V y VIII, bajo la dominación visigótica, se conocía a la zona por el topónimo de Gudillos. La llegada de los árabes a la zona es conocida por diversos nombres: Albarrana, Moros, Guadarrama... Una vez reconquistada la zona por los cristianos en el siglo XI comienza la repoblación de la misma. Alfonso VI trae personas del norte de la península que se establecen en el área conquistada.
Hay constancia documental de que en 1103 Raimundo de Borgoña y el obispo de Ávila entregaron a los monasterios de San Millán de la Cogolla y San Vicente de Ávila las posesiones de varias aldeas de la zona, como la del Caloco, Santo Domingo de la Cañada y El Espinar. El rey de Castilla, Enrique I, a comienzos del siglo XIII manda construir un palacio de caza en El Espinar ya que acostumbraba a realizar cacerías por la zona.

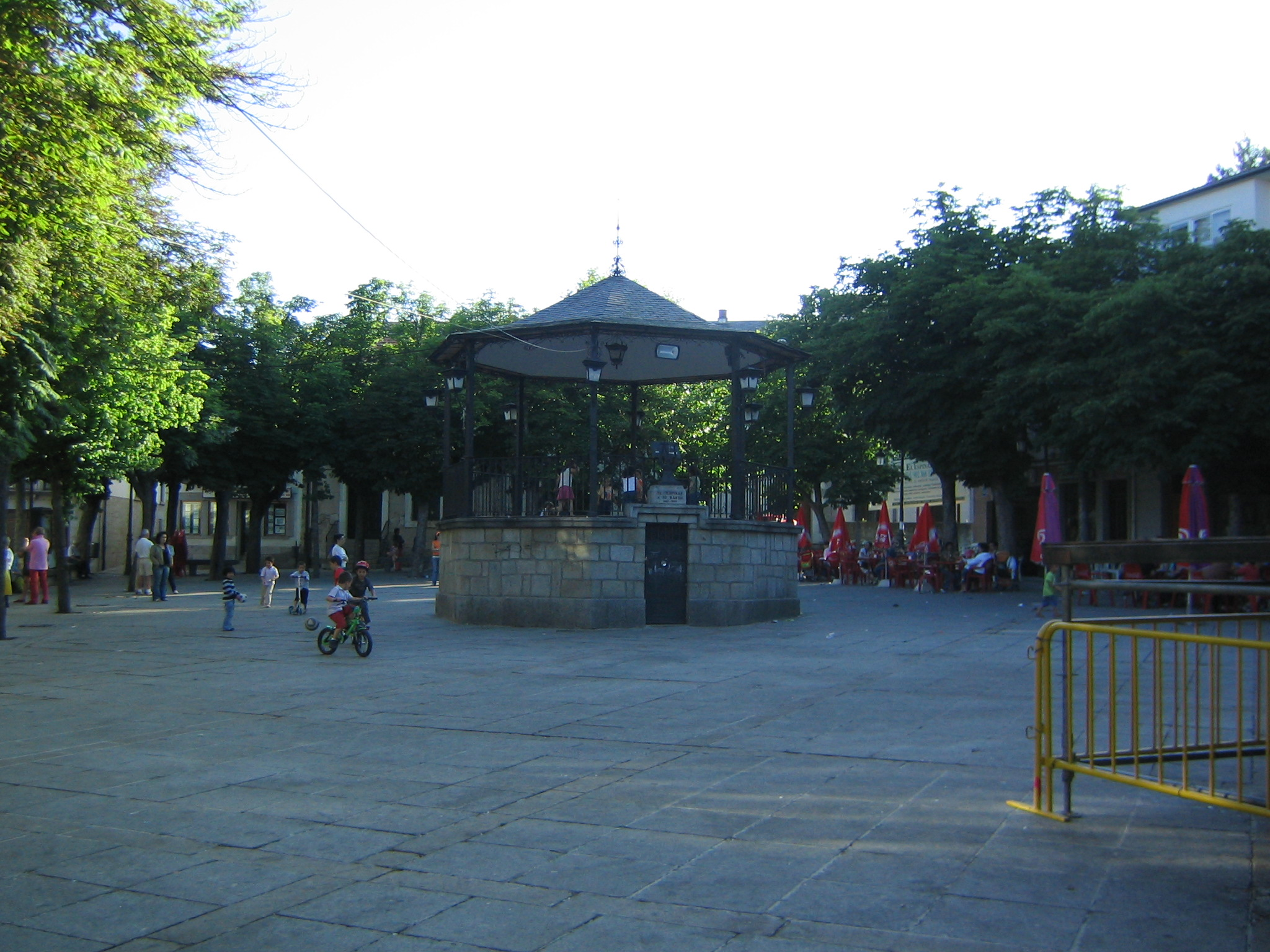
Plaza de la Corredera

El 8 de junio de 1297 se le concede a El Espinar la Carta Puebla, constituyéndolo como entidad independiente de la ciudad de Segovia dentro del Sexmo de El Espinar. Ésta fue concedida por el Concejo de Segovia y confirmada, en 1300 por Fernando IV. Junto a la carta puebla se le otorgó diferentes privilegios y derechos que fueron acicate para un aumento de la población.
En 1317 se renovó la carta puebla. Esta nueva carta puebla aumentaba los límites asignados al alfoz, confirmándola con su firma Alfonso XI en 1337. Más tarde, en 1368 se otorgó otra nueva carta puebla que aumentaba, de nuevo, los límites asignados.
El aprovechamiento de sus recursos forestales y agrarios, así como de las dehesas para el pastoreo del ganado lanar hizo que el pueblo conociera una época de crecimiento económico. La importancia de la lana y, con ella, de la ganadería ovina de raza medina, tiene su reflejo en el gran número de vías trashumantes que existen en la zona.
En 1417 se aumentan de nuevo los límites municipales. Esta vez es el Concejo de Segovia quien da la autorización para ello. Los límites quedan fijados desde el cerro del Caloco hasta el puerto de Guadarrama por Las Rinconadas, Sierra de Quintanar, Navahorcados, Gudillos y la Gasca.
La expansión de la reconquista hace que la seguridad de la zona aumente y que varias familias nobles se asienten en el municipio, levantando la Casa Palacio en Prados, La Losa, El Caloco y Santo Domingo.
En 1626 las autoridades de El Espinar solicitan el título de villa para la población. No sería hasta 1639 que Felipe IV lo otorgaría.
Tras la Guerra de Sucesión y la implantación de los Borbones, se reactiva las actividades económicas haciendo hincapié en la explotación del ganado ovino. En el siglo XVIII se esquilaban en El Espinar más de 74 000 ovejas. La riqueza era palpable al haber en la villa más de 35 palacios. En este mismo siglo se cambia el histórico paso por el puerto de Fuenfría y el valle de Valsaín por el del paso del León, lo que hace de la villa terreno de paso y establece un importante cruce en la zona de San Rafael. Allí se estableció una fonda que, al paso del tiempo, dio origen a una importante población como es la localidad de San Rafael.
El siglo XIX fue un siglo de retroceso, en especial por los conflictos bélicos que sucedieron en el mismo. La Guerra de la Independencia provocó la pérdida de población y, posteriormente, cambió la explotación ganadera por el aprovechamiento forestal como motor económico de la villa. Los ataques de las tropas francesas a la villa produjeron pérdidas en varias obras de arte. Está documentado que Napoleón Bonaparte y sus tropas pasaron el 22 de diciembre de 1808 por el municipio y que hicieron noche en San Rafael.
El ferrocarril, que llegó en 1888, supuso un revolución para la economía de la villa de su estación, que quedaba alejada del núcleo principal. Debido a esto, nacería otro de los barrios que conforman el municipio. El avance de las comunicaciones que este medio representaba se vio rápidamente confirmado cuando en las inmediaciones de la estación se estableció la primera fábrica de tratamiento maderero en 1901.
El 2 de diciembre de 1914 el rey Alfonso XIII otorga el título de Muy Ilustre a la villa de El Espinar. Este título es otorgado por la petición de Domingo Rodríguez Arce y la intermediación del marqués de Nájera.
Al aprovechamiento forestal y ganadero se une el turístico, basado este en la ubicación de la villa a pie de la sierra de Guadarrama. San Rafael se convierte en un pueblo vacacional, con la construcción de numerosas casas palaciegas. Más adelante el turismo se popularizaría. La construcción de la gran urbanización de Los Ángeles de San Rafael a finales del siglo XX consolidaría esta nueva fuente de ingresos.
Durante la guerra civil, el frente se detuvo en la sierra de Guadarrama. Son muchos los vestigios que se pueden encontrar que dan testimonio de estos hechos. El intento de la toma de la capital de España por parte de las tropas insurgentes se encontró con la tenaz defensa de los leales a la República, que las detuvieron en este lugar. El Alto del León fue ocupado por las tropas Nacionales el 22 de julio de 1936 y no pudieron avanzar hasta la caída de Madrid. La existencia de una mina de wolframio en Cabeza Líjar hizo que los ataques fueran más duros y que hubiera muchas más construcciones bélicas en sus montes.

## Demografía
| Gráfica de evolución demográfica de El Espinar entre 1842 y 2021                                                      |
| |
| Población de derecho según los censos de población del INE. Población de hecho según los censos de población del INE. |

### Núcleos de población
El término municipal tiene una superficie de 21 610 hectáreas y comprende varios núcleos urbanos y barrios rurales. El núcleo originario, el conocido como El Espinar, donde está la casa consistorial y la iglesia parroquial, es el más importante de ellos y se halla en plena llanura, a unos 5 km del Alto del León. Los otros núcleos urbanos, que se desarrollaron por diferentes motivos, son: San Rafael, La Estación de El Espinar y Los Ángeles de San Rafael, y a estos hay que sumar los parajes de Gudillos y de Prados.
Desglose de población según el Padrón Continuo por Unidad Poblacional del INE.
| Núcleos                   | Habitantes (2023) |
| ------------------------- | ----------------- |
| El Espinar                | 5121              |
| San Rafael                | 2511              |
| Estación de El Espinar    | 640               |
| Los Ángeles de San Rafael | 1524              |
| Gudillos                  | 14                |
| Prados                    | 4                 |

San Rafael

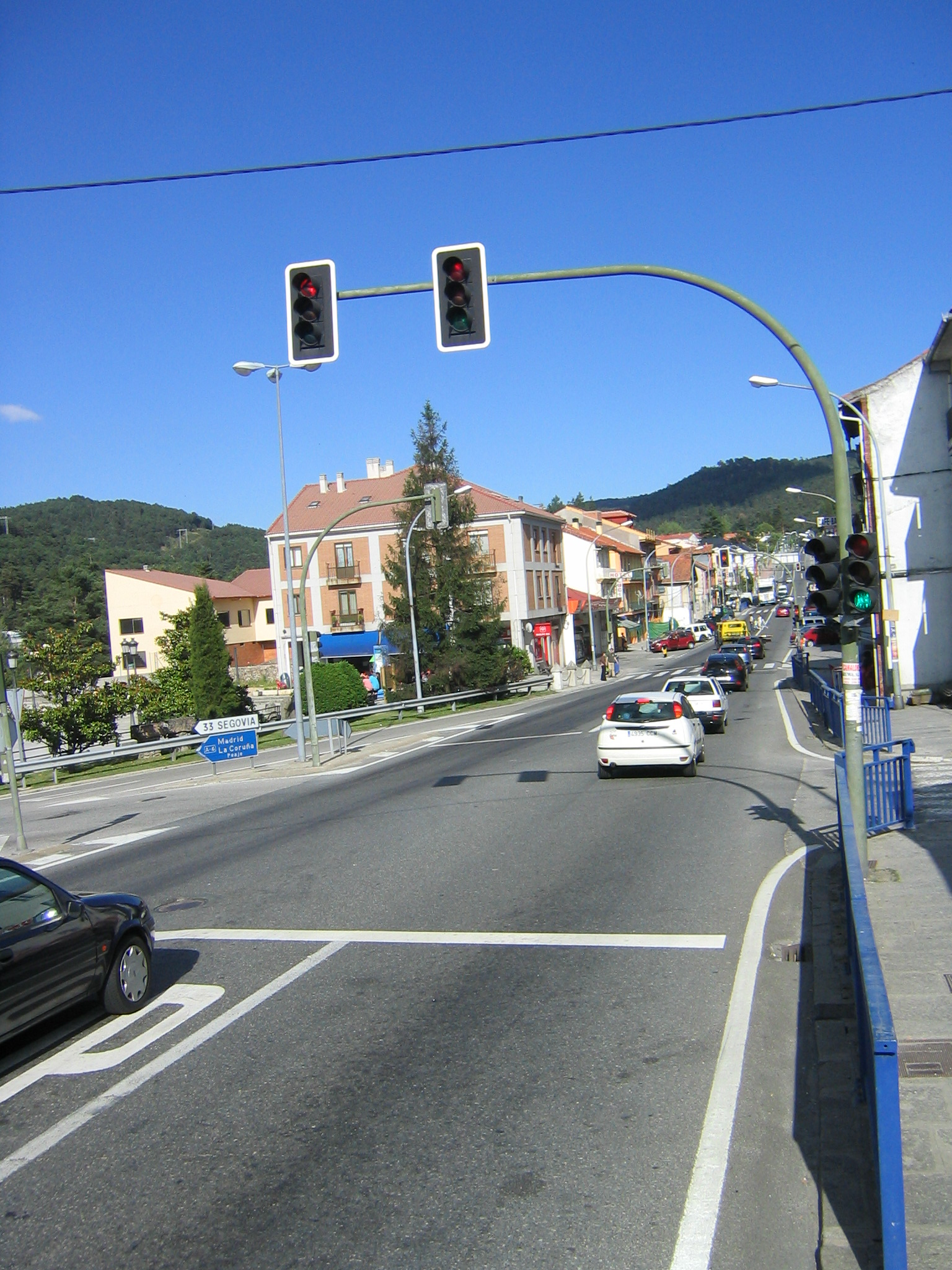
Avenida Alto del León, San Rafael

San Rafael tiene una población, según el censo del año 2022, de 2477 habitantes y es la última localidad segoviana que linda con la Comunidad de Madrid (Puerto del León o de Guadarrama). Su origen se remonta a 1784, fecha en la que se construyó una casa de postas por orden de Carlos III.
San Rafael se enclava en la calzada real que unía Madrid con el palacio real de la vecina localidad de La Granja de San Ildefonso. Este punto estratégico le permitió ir convirtiéndose en un lugar de descanso para diligencias y viajeros que cruzaban la sierra de Guadarrama por esa zona. La citada casa de postas o fonda tuvo el privilegio de albergar entre otros ilustres personajes a Carlos IV, cuando era aún príncipe de Asturias, e incluso el emperador Napoleón que hizo noche en la fonda el 22 de diciembre de 1808. El trasiego de viajeros era tan grande que se instaló una estafeta de correos y telégrafos y otras construcciones que favorecieron el desarrollo turístico de la zona. Con el paso del tiempo la población se fue asentando, especialmente la población burguesa procedente de las ciudades vecinas de Madrid o de Segovia, que veían en San Rafael el escape de la ciudad a los parajes tranquilos y serranos de San Rafael (dándosele el sobrenombre en aquella época "La Suiza Española" por las grandes mansiones señoriales que se comenzaron a construir en la zona). La fonda fue hotel, estafeta, Cuartel de la Guardia Civil y posteriormente fue derribado en 1978 abriéndose en su lugar una gran plaza con vistas a la sierra. El gentilicio de los habitantes de San Rafael es sanrafaeleños y sanrafaeleñas aunque también tienen el apelativo de "fondilleros" y "fondilleras" por la ya mencionada fonda que dio origen a esta localidad.
La tradición de destino veraniego de San Rafael recibió un gran impulso cuando a finales de la década de los años 1960 se llevó a cabo la construcción del complejo residencial de Los Ángeles de San Rafael, que supuso la construcción en la finca de El Carrascal, situada a unos 2 km de San Rafael, de una urbanización que cuenta, en la actualidad, con tres torres y más de 3000 chalets. El embalse de los Ángeles se construyó como embalse de recreo para la urbanización.
En 1975 se levantaba la urbanización Las Praderas y a comienzo de los años 1980 se construía el complejo urbano de Campoverde. Este tipo de infraestructuras ha ido creciendo e implantándose como importantes zonas residenciales.
San Rafael tiene un continuo crecimiento de población ya que la población de la cercana Madrid tiende a escapar de la ciudad a los tranquilos parajes serranos y tranquilos de esta preciosa localidad.
Entre los personajes más ilustres que pasaban los veranos en San Rafael destacan Adolfo Suárez, Rafael Alberti, Ramón Menéndez Pidal, Ramón J. Sender, Miguel Fleta, el conde de Gamazo, el marqués de Cautela, Alejandro Lerroux, Ava Gardner, Concha Piquer, Luis Miguel Dominguín, Massiel o actualmente en el conjunto residencial de Las Praderas el exministro Rafael Calvo Ortega.
La Estación de El Espinar
Cuando en 1888 se tendió la línea de ferrocarril que unía Madrid con Segovia y Villalba, se ubicó una estación en terreno de El Espinar, en la zona conocida como Cogorrillo. Esta estación estaba alejada del núcleo principal y de San Rafael. Medió para esta decisión Marqués de Perales, Manuel Fernández y Colón. El 29 de junio de 1888 se inauguraba la línea y esta daba la oportunidad de mantener la comunicación durante todo el año, independientemente de las condiciones meteorológicas. Esto era fundamental para la economía de la villa al permitir la salida de su producción, tanto lanar como maderera.
Pronto se empezaron a levantar edificios en los alrededores de la estación, dando lugar así a otro núcleo de población. En 1901 se construye una fábrica de tratamiento maderero y 20 años después se construiría la segunda y después de la guerra civil se abrió una tercera, aunque en los años 1970 se cerraron todas ellas.
El núcleo urbano de La Estación de El Espinar se completó con una plaza, la llamada plaza del caño, y con diversas instalaciones deportivas, entre las que destacan las de tenis en las cuales se realiza un campeonato de renombre internacional. En la actualidad (INE 2013) cuenta con 668 habitantes.

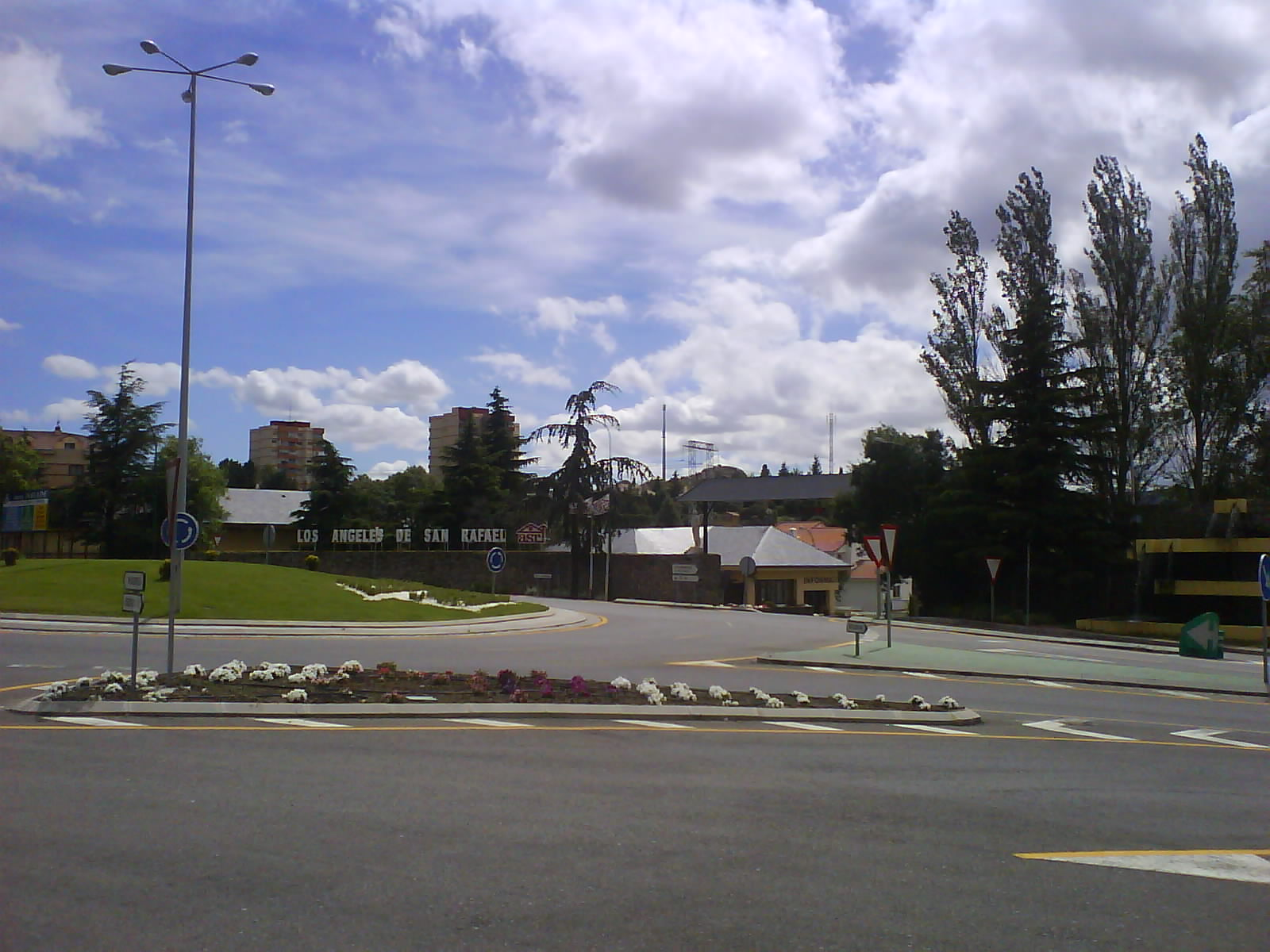
Los Ángeles de San Rafael
Desde 2013 y tras bastantes años de quejas vecinales de los ciudadanos residentes en dicha localidad, la misma pasó a ser asumida y recepcionada con plenos efectos por el ayuntamiento de El Espinar.

## Economía
Las actividades principales de la economía de la villa de El Espinar han estado centradas en los aprovechamientos de los recursos naturales, la explotación maderera y la ganadería, en especial y muy fundamentalmente, la ovina destinada a la producción lanar. La apertura de la vía de comunicación principal por el puerto del Alto del León abrió una nueva vía de recursos financieros, la hostelería. Esta ocupación fue dejando paso al turismo, que se ha convertido en el motor principal de la economía local. La situación de la villa de El Espinar en un importante cruce de caminos y equidistante con importantes ciudades, como Madrid, Salamanca, Toledo o Ávila, a muy poca distancia de Segovia y de los reales sitios de La Granja de San Ildefonso y del Palacio Real de Riofrío, así como lo agradable de su clima, sobre todo en verano, han sido las causas de este cambio. Junto al turismo se ha desarrollado, en menor medida, cierta actividad industrial.
El sector primario es el sector en el que históricamente los habitantes de la villa han encontrado la fuente de recursos. Las actividades más relevantes han sido la ganadería, destinada a la producción de lana, que tuvo su punto álgido a finales del siglo XVIII, donde se esquilaban más de 70 000 ovejas, y la explotación forestal de los bosques de pinos que cubren sus montañas. También ha habido alguna actividad minera, como las minas de wolframio. La primera que se encuentran en la ladera sur de Cabeza Líjar y en El Estepar donde se extraía cobre o las canteras de la cabecera del río Moros. Hay evidencias de explotaciones mineras romanas y árabes. La agricultura ha tenido poca relevancia por lo extremo del clima y la poca producción de la tierra.
En el sector secundario, la explotación forestal dio paso, a comienzos del siglo XX, a fábricas de manufactura de la madera. La llegada del ferrocarril fue el acontecimiento que impulsó la creación de estas industrias que dejaron paso a otras a mediados del siglo XX. Durante los años 80 de ese siglo se creó un polígono industrial que ha dado cobijo a algunas fábricas de todo tipo, desde material de construcción hasta alimenticias.
El sector servicios es en la actualidad el sector más relevante e importante de la economía de El Espinar. Da trabajo a la mayor parte de su población. El descubrimiento de las bonanzas del clima de estas tierras por parte de los viajeros que atravesaban el puerto del Alto del León y la cercanía a la capital de estado dio origen a esta industria que ha ido creciendo y popularizándose con el paso del tiempo. Son muchas las urbanizaciones de viviendas destinadas al veraneo, al principio grandes casas palacios, llamadas «hoteles» y luego apartamentos para gente de poder adquisitivo más bajo. De esta misma forma se ha creado una red de alojamientos y establecimientos hosteleros que cobren estos servicios. La infraestructura deportiva, con canchas de tenis y campo de golf, además de básicas piscinas y polideportivo, complementan una serie de actividades que hacen que el sector servicios se mantenga en la cabeza de los recursos económicos de la villa. En cuanto a los servicios básicos para la población, estos están diseñados para cubrir los de necesidad diaria, consultorios médicos y educación secundaria. Las necesidades más específicas quedan cubiertas desde las cercanas ciudades de Segovia, Madrid y sus alrededores.
En el Alto del León, en la divisoria con la Comunidad de Madrid, hay unas instalaciones militares del ejército del aire que sirven para monitorizar y dirigir el tráfico aéreo militar español.

## Comunicaciones

### Carretera
El Espinar es atravesado por una de las vías radiales principales de la península, el conjunto de la carretera nacional N-6 y la autopista AP-6, que unen Madrid con La Coruña conformando el eje de comunicaciones de la parte noroeste peninsular; Madrid se encuentra a 68 km del municipio, a través de dichas vías. La capital de la provincia, Segovia, se encuentra a 30 km de distancia a través de la carretera nacional N-603 y la autopista AP-61. El cruce de estas dos vías de comunicación dio origen al núcleo población de San Rafael, situado justo a los pies del puerto del León y a la salida de los túneles de Guadarrama.
En los últimos años el aumento de tráfico en la travesía de la N-6 a su paso por el núcleo de San Rafael está provocando malestar vecinal por las molestias del intenso tráfico rodado, por lo que está en estudio una variante a dicha travesía.
Mediante la carretera provincial SG-500, la villa de El Espinar queda unida a la capital abulense. Hay una red de pequeñas carreteras locales y forestales que conforman una red de comunicación entre los diferentes barrios y pueblos vecinos, así como diferentes lugares situados en el interior de las sierras y valles que hay en su término municipal y alrededores, aunque muchas de estas rutas están cerradas en verano para evitar los incendios forestales.

### Tren

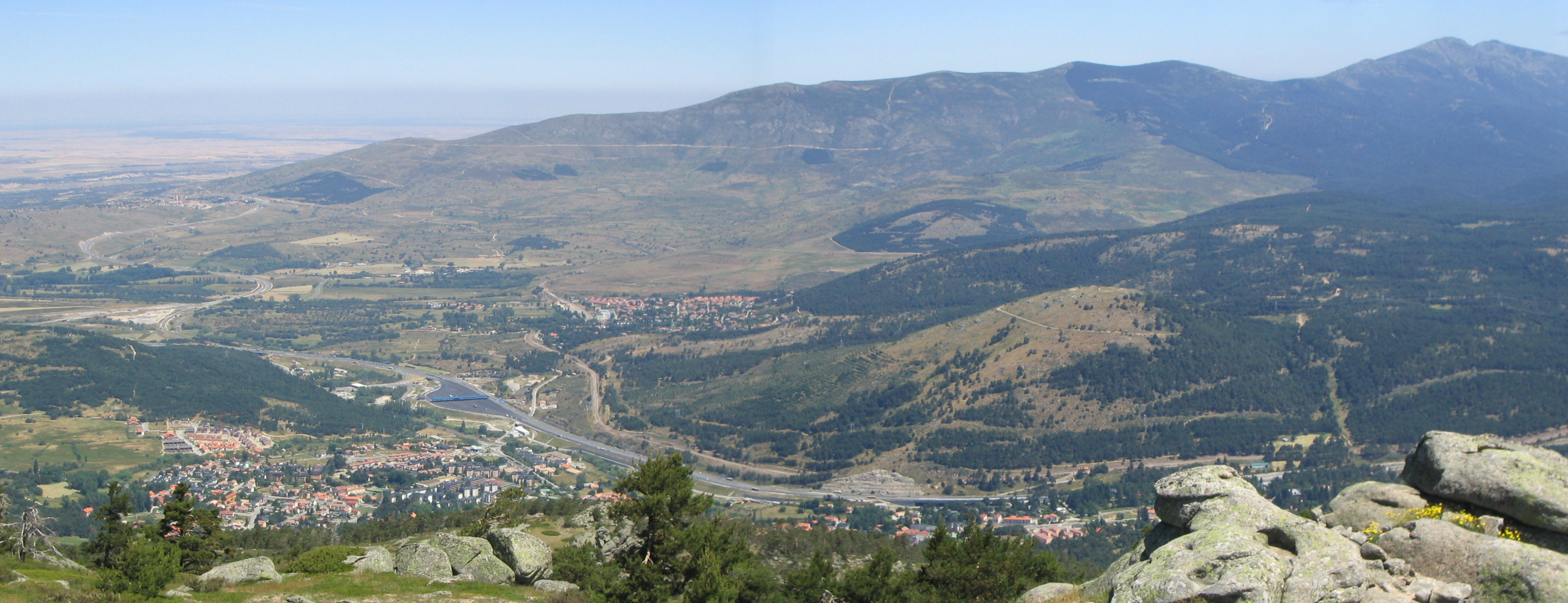
San Rafael y La Estación

La línea de ferrocarril Media Distancia Madrid-Segovia tiene con origen en la madrileña Estación de Atocha (si bien el servicio se inicia en Guadalajara) y tiene cuatro paradas en el municipio. Una de ellas incluso dio origen a La Estación de El Espinar, donde está la estación ferroviaria. Las otras tres paradas se hallan en tres apeaderos, uno situado a la entrada de Los Ángeles de San Rafael, otro en la localidad de San Rafael y otro en el barrio de Gudillos. Pese a su denominación de Media Distancia, en la práctica es una extensión de la red de Cercanías Madrid, si bien no está incluida como tal en dicha red. Igualmente, dicha inclusión de la línea en la red de Cercanías Madrid (y la mejor explotación de la línea) es una vieja reivindicación municipal y regional.
De hecho, el ayuntamiento espinariego aprobó en noviembre de 2007, instar a Renfe, a la Junta de Castilla y León, a la Comunidad de Madrid y al Ministerio de Fomento el estudio de la extensión e inclusión plena en la línea madrileña de tren de Cercanías Madrid C8-b (actual C-8), que actualmente acaba en Cercedilla, hacia, al menos, San Rafael, Estación de El Espinar y Los Ángeles de San Rafael.
En 2016 se han vuelto a aprobar en plenos municipales mociones con el mismo propósito, junto con la reivindicación de la inclusión de líneas ferroviaria de varios municipios abulenses y segovianos en la corona "C2" del Consorcio Regional de Transportes de Madrid, reivindicación que está siendo últimamente apoyada por más municipios abulenses y segovianos y por las diputaciones provinciales, partidos políticos y asociaciones ciudadanas varias de ambas provincias castellanoleonesas.

### Autobuses interurbanos
La parada principal para coger autobuses interurbanos en el municipio espinariego está en la estación de autobuses de San Rafael, por ser por donde más frecuencias pasan. Dicha estación y su aparcamiento fueron mejorados y ampliados en 2021. También es posible coger buena parte de los autobuses interurbanos en la Plaza de La Constitución de El Espinar y frente a la rotonda de entrada de Los Ángeles de San Rafael.
Al igual que en el caso del transporte ferroviario con la zona C2 del CRTM, los ayuntamientos segovianos y abulenses, así como ambas diputaciones provinciales han pedido en numerosas ocasiones a la Junta de Castilla y León, a la Comunidad de Madrid y al CRTM la inclusión de las líneas del transporte por carretera entre Madrid con Segovia y Ávila en las zonas tarifarias E1 y E2 del CRTM.
- El Espinar - Madrid:

Desde el 1 de agosto de 2018, las líneas de autobús de Avanzabus que enlazan el municipio con la ciudad de Madrid tienen su origen y destino en el intercambiador de transportes de la Estación de Moncloa, nivel -1, isla 1, dársenas 8 y 9, si bien casi siempre se utiliza la dársena número 9, al estar la 8 reservada a los autobuses que van directos a Segovia sin parar en el municipio.
Es desde agosto de 2018 en adelante que la empresa concesionaria pasó a ser Grupo Avanza.
Desde 2014 hasta el mes de agosto de 2018 el servicio, también desde el intercambiador de Moncloa, lo efectuaba La Sepulvedana.
El tiempo aproximado del trayecto entre el municipio y la Estación de Moncloa es de solo cuarenta minutos incluso en hora punta, ya que el autobús discurre por la plataforma de los carriles Bus-VAO que hay entre Las Rozas de Madrid y la Estación de Moncloa y que funcionan en sentidos reversibles según las horas del día, evitando así los atascos diarios matutinos de entrada y los atascos diarios vespertinos de salida en la autovía A-6.
Desde dicho intercambiador se accede a las líneas 3 y 6 del Metro de Madrid, así como a numerosos autobuses urbanos de la ciudad de Madrid y a numerosos autobuses interurbanos de la Comunidad de Madrid, principalmente a los de los municipios madrileños situados a ambos lados de la autopista A-6.
Entre 2007 y 2014 el punto de partida madrileño de dicha línea de transporte por autobús entre Madrid y El Espinar estaba en el intercambiador de transportes de la Estación de Príncipe Pío a través de La Sepulvedana.
En fechas anteriores a 2007, el punto de partida era unas cocheras pequeñas y poco apropiadas para un servicio de transporte que estaban situadas en el madrileño Paseo de La Florida, prácticamente enfrente de la ubicación actual de la Estación de Príncipe Pío. La empresa concesionaria también era La Sepulvedana.
- El Espinar - Segovia:

La concesionaria Avanza también ofrece una línea de transporte interurbano por autobús que enlaza con la ciudad de Segovia, facilitando así también la comunicación con la estación de autobuses de la capital provincial.
Igualmente, algunos trayectos operan en modo ruta parando en todas las localidades segovianas y en casi todas las madrileñas situadas entre la capital provincial y la capital española, facilitando así la comunicación por autobús entre El Espinar y dichas localidades, que concretamente son Otero de Herreros, Ortigosa del Monte, La Losa y Revenga en la provincia de Segovia, y Guadarrama, Collado Villalba, Torrelodones y Las Rozas de Madrid en la Comunidad de Madrid.
- El Espinar - Ávila:

Algunos autobuses de Jiménez Dorado en modo ruta que recorren los pueblos entre la ciudad de Ávila y Madrid paran en el municipio. Como el transporte por autobús desde el municipio a Madrid depende de los autobuses de Avanza, estos autobuses de Jiménez Dorado solo se pueden utilizar para viajar entre el municipio y la ciudad de Ávila y viceversa. A fecha de diciembre de 2024 solo cuatro servicios al día (dos de ida y dos de vuelta) de la empresa Jiménez Dorado conectan el municipio con la ciudad abulense.

### Autobuses urbanos

Plano de Autobús Urbano de El Espinar donde aparecen las dos líneas circulares del municipio

El municipio dispone de un servicio municipal de transporte por autobús dado en concesión a la empresa Saiz Garrido denominado coloquialmente como La Carrula. En el año 2024 se creó la línea número dos de autobus municipal que conecta directamente El Espinar con Los Ángeles de San Rafael sin pasar por los demás núcleos, mientras que la línea uno sigue comunicando el núcleo principal de El Espinar con los núcleos de San Rafael y de La Estación de El Espinar en recorridos de ida y vuelta. En fechas anteriores a 2024 sólo había una única línea de autobus haciendo trayectos de ida y vuelta entre El Espinar, San Rafael y La Estación de El Espinar y algunos de estos servicios se extendían también hasta Los Ángeles de San Rafael. Desde febrero de 2023, modificación de la normativa municipal mediante, el transporte urbano municipal pasó a ser gratuito, lo que ha conllevado un importante aumento en el uso del transporte urbano. En 2023 se alcanzaron 132.606 pasajeros.

### Abono de transportes
El municipio de El Espinar está incluido en el Convenio de Transportes firmado entre las comunidades autónomas de Castilla y León y Madrid. Gracias a este Convenio el abono mensual de la empresa concesionaria que une las localidades del municipio con Madrid (actualmente Avanza y antes de 2017 La Sepulvedana S.A.) tiene un precio mucho más reducido del que la propia empresa podría establecer, ya que en su mayor parte es subvencionado por ambas comunidades autónomas. Por ello, gracias a este Convenio se facilita la comunicación y la movilidad entre las diferentes localidades de las provincias de Segovia y Ávila que lindan con Madrid, incluidas las dos capitales provinciales. Se busca así evitar que los habitantes de dichas localidades se vean obligados a emigrar a Madrid, intentando evitar la despoblación de la región. Esto se debe a que la práctica totalidad de las personas que utilizan el transporte con Madrid mediante el abono mensual lo hacen para trabajar y estudiar en la capital, yendo y viniendo en el mismo día. Un claro ejemplo de migración pendular.
Igualmente, el ferrocarril Regional Media Distancia de la línea Segovia - Madrid, que tiene cuatro paradas en el municipio, también está incorporado al Convenio de Transportes, lo que supone una rebaja del abono mensual de Renfe de entorno al 50 % del precio original.
Sin embargo, la modalidad vigente del Convenio es ampliamente criticada por los segovianos y abulenses, quienes reclaman a la Junta de Castilla y León la firma de un nuevo Convenio de Transportes con Madrid de similar naturaleza al que tienen suscrito Madrid y Castilla-La Mancha. El objetivo es integrar las provincias de Segovia y Ávila en el Consorcio Regional de Transportes de Madrid, concretamente en la zona tarifaria C2 para el transporte ferroviario y en las zonas tarifarias E1 y E2 para el transporte por carretera (autobús), y acabar así con la grave discriminación de derechos el transporte en comparación con los que disfrutan los castellano-manchegos de las provincias de Cuenca, Guadalajara y Toledo.

### Otros transportes
Pese a que el municipio espinariego no dispone de aeropuerto, de puerto marítimo ni de estación ferroviaria de alta velocidad, cabe enumerar las estaciones de transporte de referencia más cercanas:
- Los servicios de transporte aéreo se brindan desde el madrileño Aeropuerto Adolfo Suárez Madrid-Barajas, situado a unos 85 kilómetros de El Espinar. El tiempo aproximado que se tarda en recorrer por carretera la distancia entre el municipio y el aeropuerto suele ser de unos 70 u 80 minutos, dependiendo de las horas punta y sus respectivos atascos. Es posible también ir en transporte público desde el municipio hasta el aeropuerto mediante autobús hasta Moncloa y posteriormente continuando en Metro por la línea 6 dirección norte hasta Nuevos Ministerios, y ahí se hace un transbordo y se toma la línea 8 hasta cualquiera de las cuatro terminales aeroportuarias, tardando aproximadamente hora y media. Otra alternativa de transporte público sería usando la red de Renfe Cercanías, que también llega directamente al aeropuerto, y para ello habría que coger la línea C-10 desde Collado Villalba pasando por Príncipe Pío, Atocha y Chamartín hasta el aeropuerto sin transbordos.

- Los trenes de largo recorrido con destinos españoles e internacionales, (entre los que están los de alta velocidad Renfe AVE y Renfe Avlo, los de alta velocidad de los operadores ferroviarios privados Iryo y Ouigo y los de largo recorrido convencionales Alvia), se ofrecen desde las madrileñas Estación de Atocha y Estación de Chamartín y desde la estación segoviana de Guiomar.[33]

- El puerto marítimo más cercano es el de la ciudad de Santander, situado a unos 375 kilómetros al norte del municipio en el Mar Cantábrico. El puerto marítimo más cercano del Mar Mediterráneo es el de Valencia, situado a 425 kilómetros al sureste, mientras que el más cercano del Océano Atlántico es el de la ciudad portuguesa de Figueira da Foz a 479 kilómetros al oeste.

## Administración y política
| Periodo   | Nombre                                                              | Partido   |
| --------- | ------------------------------------------------------------------- | --------- |
| 1979-1983 | Jaime García Rodrigo                                                | UCD       |

Distribución del Ayuntamiento tras las elecciones municipales de 2023

| 1983-1987 | Juan Zamorano Martín (1983) José Antonio de la Fuente (1983-1987)   | CDS AP-PP |
| 1987-1991 | Antonio López García                                                | CDS       |
| 1991-1995 | Jesús Olmos Pascual                                                 | PSOE      |
| 1995-1999 | Juan José Sanz Vitorio                                              | PP        |
| 1999-2003 | Juan José Sanz Vitorio                                              | PP        |
| 2003-2007 | David Rubio Mayor (2003-2004) Juan María Martín Montejo (2004-2007) | PSOEPP    |
| 2007-2011 | David Rubio Mayor                                                   | PSOE      |
| 2011-2015 | Francisco Eloy Jorge Gómez                                          | PP        |
| 2015-2019 | Alicia Palomo Sebastián                                             | PSOE      |
| 2019-2023 | Javier Figueredo Soto                                               | PP        |
| 2023-act. | Javier Figueredo Soto                                               | PP        |

## Patrimonio
La villa de El Espinar tiene relevantes edificios. La riqueza del comercio de la lana dio lugar a una serie de edificaciones, tanto civiles como religiosas que han perdurado hasta nuestros días. Junto a estos edificios, se puede hablar de los «monumentos naturales»: son muchos los lugares que pueden obtener esa calificación y que merecen la visita del que se acerque a conocer este pueblo. Una serie de recorridos muestran los rincones más relevantes del municipio, muchos de ellos recogidos alrededor de una fuente.

### Monumentos religiosos
Iglesia de San Eutropio
Es un templo de una sola nave en planta de cruz latina abriéndose capillas alrededor de la misma, el ábside está techado con bóvedas de crucería. Los primeros vestigios son del siglo XIII o XIV, y corresponden a un templo románico que fue destruido por un incendio en 1452. La reconstrucción, debida a Rodrigo Gil de Hontañón, se realizó en estilo gótico-renacentista en pleno siglo XVI, y comenzó en 1565.

Iglesia de San Eutropio
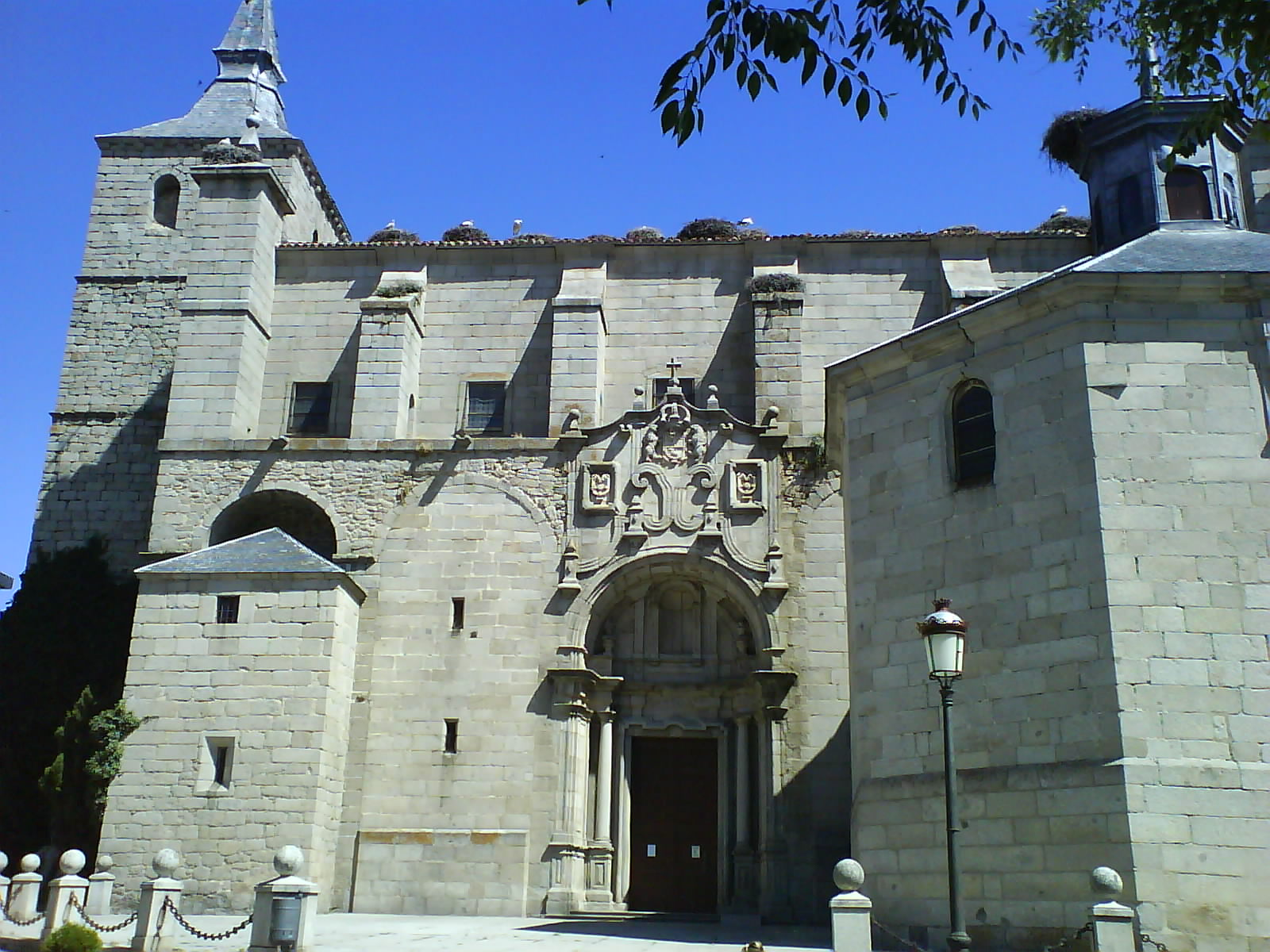
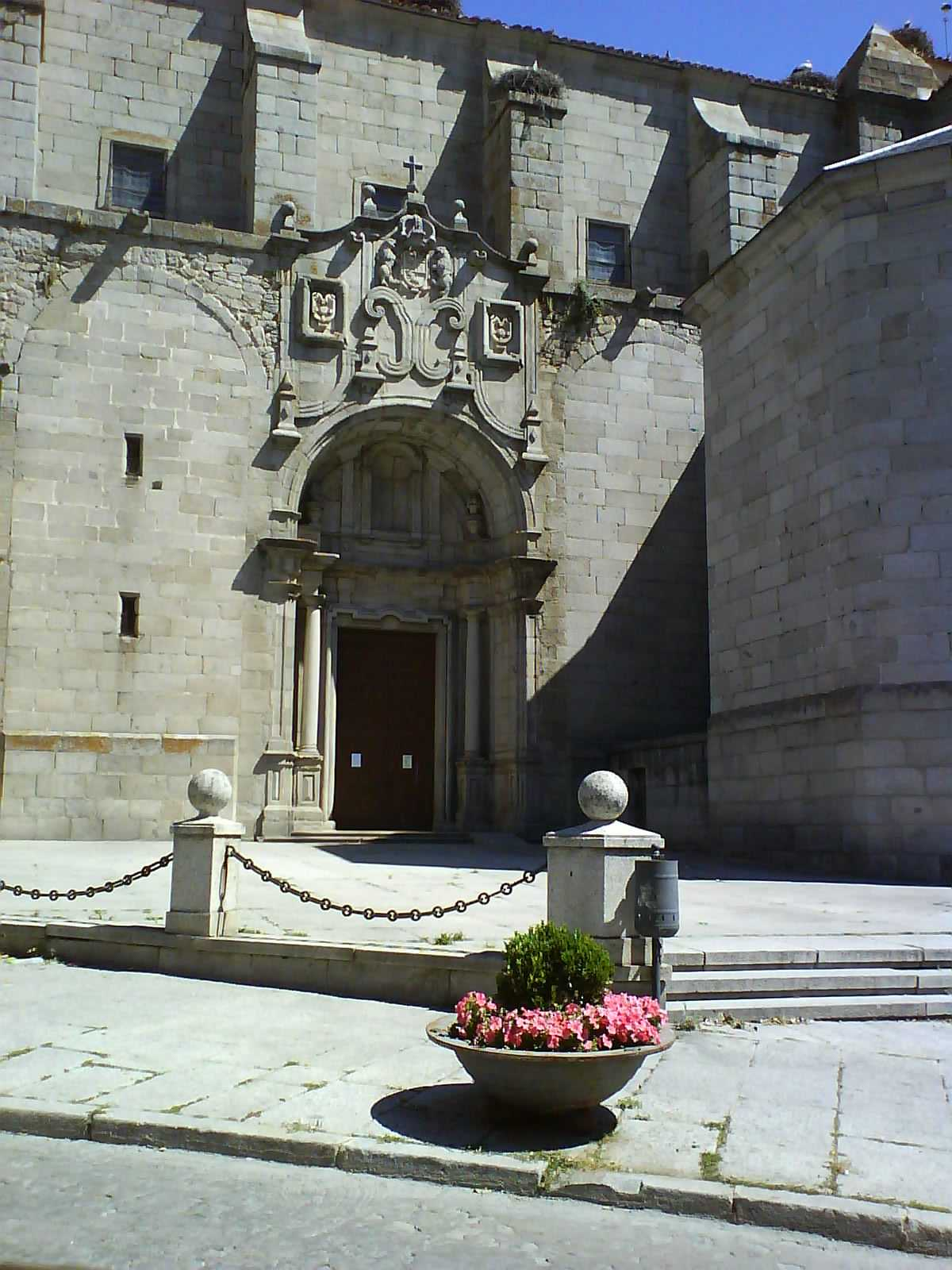
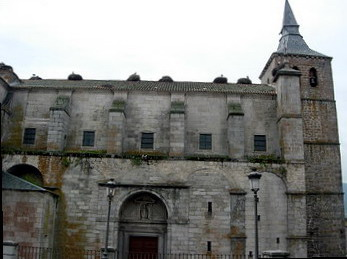
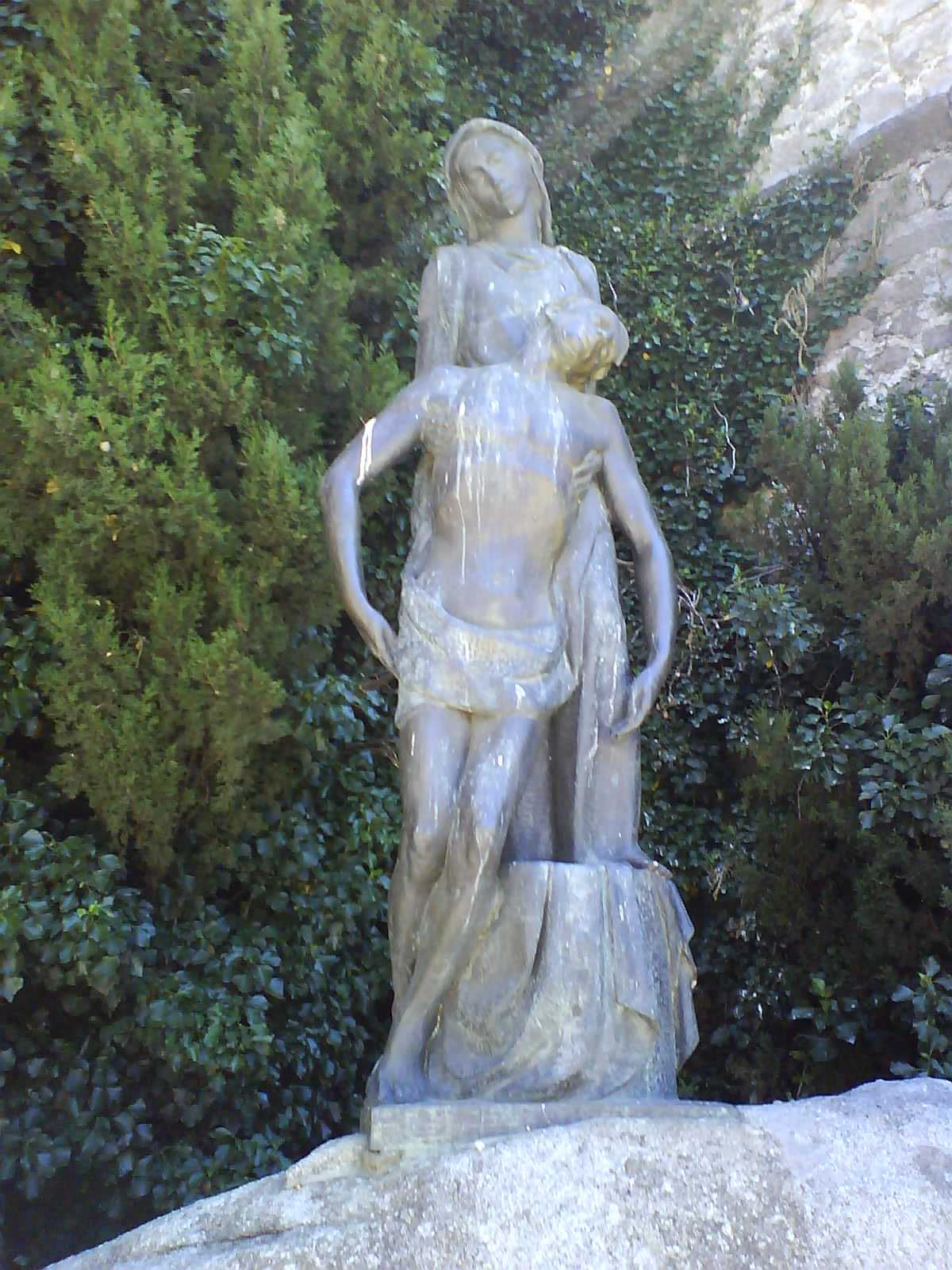

El retablo mayor es obra de Francisco Giralte, discípulo de la escuela de Berruguete y fue realizado en 1565 y se completó con pinturas de Alonso Sánchez Coello.
En el exterior llama la atención el número de nidos de cigüeña que alberga el tejado y la torre así como las imágenes de la Virgen de la Fuencisla y de una piedad vertical debida a Ávalos.
Iglesia de San Rafael Arcángel
En 1933 tiene lugar la construcción de la actual Iglesia de San Rafael siguiendo los planos del arquitecto García de Pablos.
Situada en la calle Gil Becerril, destaca por la sobriedad y sencillez de sus líneas y una total armonía con la arquitectura tradicional de la zona, conjugando el granito, la forja de hierro y el blanco de su fachada.
Es un edificio de una sola nave con crucero que destaca tanto en planta como en alzado a la que se adosan la torre, el baptisterio, la sacristía y las capillas.
Ermita de la Virgen de la Soledad

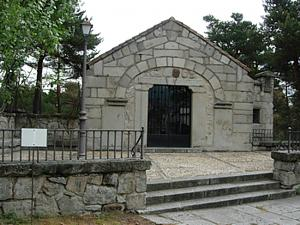
Ermita de la Soledad

Localizada en el casco urbano del núcleo de El Espinar fue reconstruida en 1968 gracias a la colaboración del Ayuntamiento y de las Hermandades del Trabajo. El aparejador Santiago Jalvo dirigió las obras respetando el trazo anterior y sus materiales primitivos: piedra, hierro y madera. Ocupa el solar de un templo anterior.

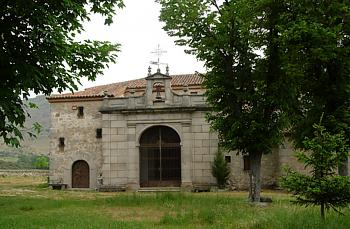
Ermita del Cristo del Caloco
Justo al pie del cerro que lleva el mismo nombre a la salida del pueblo hacia Villacastín, se levanta este sencillo edificio del siglo XVI sobre otro anterior de origen románico. En su interior está la imagen del Cristo del Caloco, barroca, y una imagen de la Inmaculada, Virgen del Caloco, del siglo XVI. En sus inmediaciones hay restos de uno de los esquileos de la Mesta junto a la importante vía trashumante de la Cañada Soriana.
Durante la semana de fiestas, la imagen del cristo es llevada a la iglesia del pueblo. Ocho días más tarde es devuelta aquí celebrándose una romería que está declarada de interés turístico nacional.
En esta ermita se rodó la película Marcelino pan y vino, de Ladislao Vajda.
Ermita de Carmen
Situada en el paraje conocido como Arroyo Mayor a los pies del puerto del León (en el km. 61 de la carretera N-6), esta ermita fue consagrada el 8 de agosto de 1918 por el obispo de Segovia Remigio Gandásegui Orrochategui. En la financiación de su construcción participó el rey Alfonso XIII mediante la donación de un juego de agua de Ansorena que fue sorteado mediante papeletas en coordinación con la lotería nacional. Su iniciativa corresponde a un grupo de señoras de la colonia de San Rafael. Otras personas que participaron en su construcción fueron; Clara Lengo y Gargollo (Duquesa de Bivona) o Andrés Segovia que ofreció un concierto, junto con la mezzosoprano Elena Gillina, en la sala El Pinar de Segovia. Es una pequeña ermita edificada en piedra de granito y techumbre de teja a dos aguas que cuenta con un pequeño pórtico de entrada que cobija al visitante.
Ermita de Nuestra Señora de la Losa
Ya en ruinas, es un templo románico realizado en granito. Data del siglo XIII y se ubica en la antigua aldea de Santa María de la Losa en el paraje de La Rinconadas.
Ermita de San Isidro
Construida en 1985 se ubica en los llanos de San Pedro. Se realiza la romería allí en 15 de mayo.

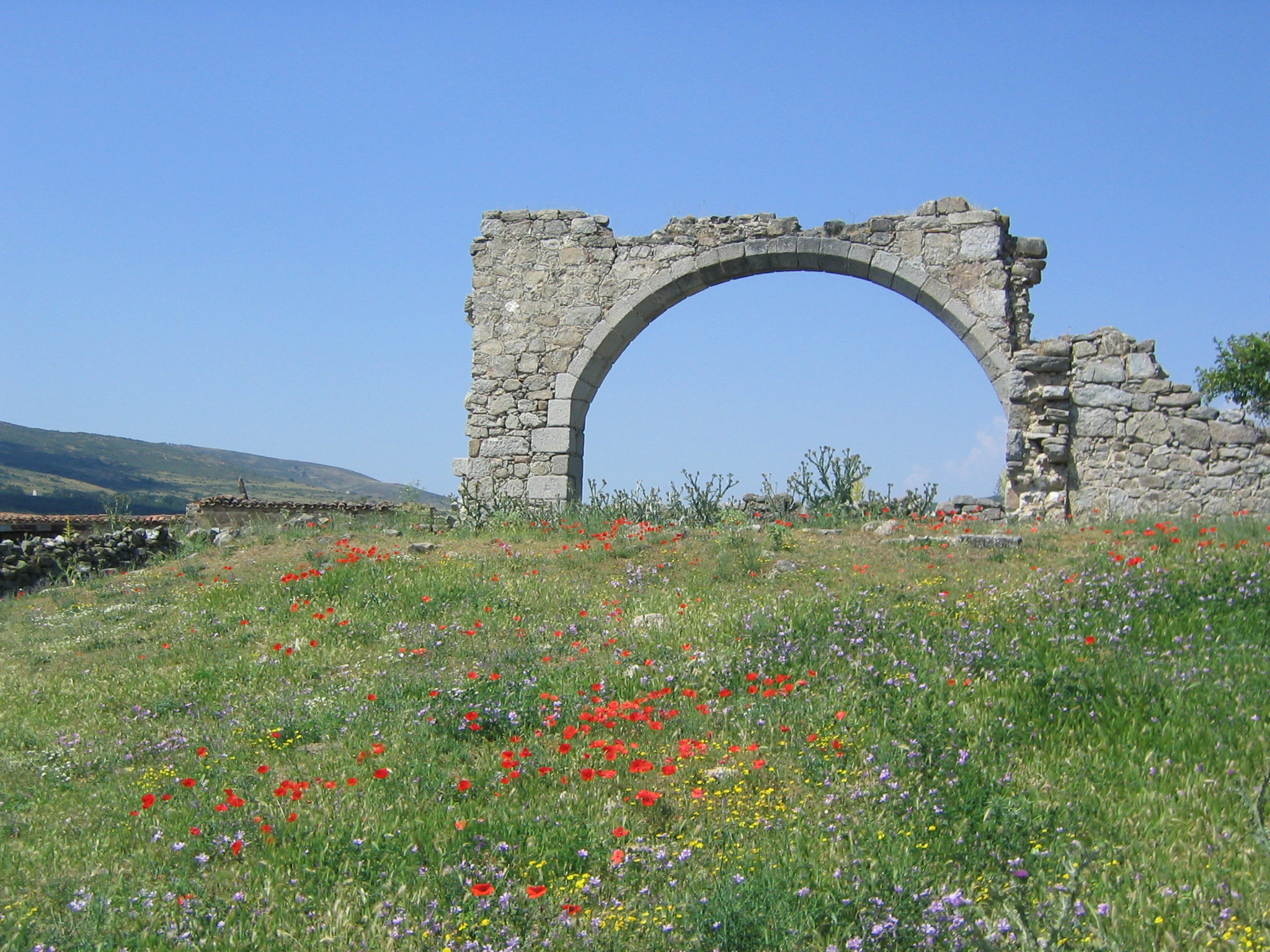
Ermita de Santo Domingo
En estado ruinoso, destaca un gran arco. Data del siglo XVI.
Convento de Santa Isabel
Conjunto arquitectónico mudéjar que incluye en su interior una iglesia barroca. Fue construido a finales del siglo XVI para acoger a las religiosas de clausura de la localidad. Declarado Bien de Interés Cultural por la Junta de Castilla y León. En 1604, el papa Pío V da orden de clausura al convento de santa Isabel. En 1868 queda absorbido por la desamortización de Mendizábal. En su iglesia está el sepulcro de los Condes de Alcolea.

### Monumentos civiles
Monumento del Bicentenario de San Rafael

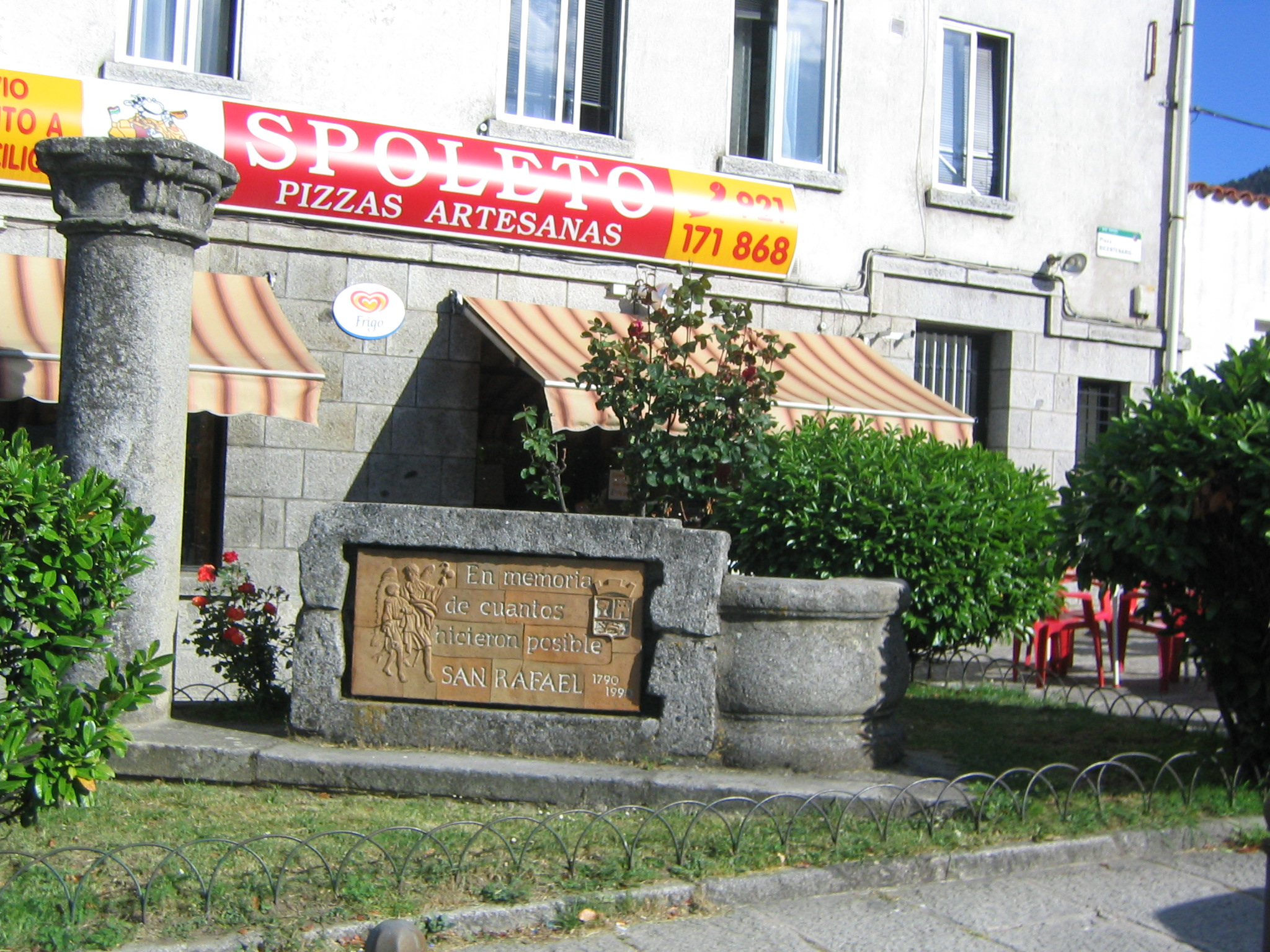
Homenaje al Bicentenario de San Rafael y a sus pioneros

Monumento ubicado en la plaza de la calle Serrano con la Avenida Alto del León en la localidad de San Rafael, conmemorando el bicentenario de la localidad de San Rafael y a los pioneros de este. Su levantamiento fue dirigido por Antonio Martín Malangón en 1990. Es un monumento de sencillo trazado clásico que se divide en dos partes: una columna y una placa gigante de piedra con las figuras del Arcángel San Rafael junto a un caminante, con un lema que reza:

En memoria de cuantos hicieron posible San Rafael. 1790-1990

Monumento a Rafael Alberti (en San Rafael)
Rafael Alberti residió una temporada de su vida en San Rafael debido a que padecía unos problemas pulmonares. Por ello, le recomendaron acudir al favorable clima de la Sierra de San Rafael para intentar acabar con sus dolencias. En San Rafael cambiaría su vida, ya que terminó su etapa de pintor y comenzó a escribir, realizando en su retiro sanrafaeleño su famosa obra «Marinero en tierra», Premio Nacional de Literatura de España. Debido a todo esto, el 17 de marzo de 2007 se inauguró en la avenida Paseo de Rivera de la localidad de San Rafael un monolito con una placa conmemorativa en recuerdo a la presencia y estancia del escritor Rafael Alberti en San Rafael, donde aparecen unas líneas de su obra literaria «La arboleda perdida», la cual y como ya hemos dicho, la escribió en la localidad:

[...] la Sierra de San Rafael, en donde el aire de los pinos y el sol guadarrameños me llenaron de nueva vida los pulmones, renaciendo a los pocos días de perderme por aquellos caminos de álamos y chopos y tocar el azul de las cumbres ventadas. Por allí dibujé umbrías y cascadas, siguiendo entre las piedras el rebotar del agua de las cimas.
Allí dejé estampados en el papel los viejos pinos solitarios de las alturas [...]
 La Arboleda Perdida (1912-1931)

Palacio de los Marqueses de Perales o Palacio del Esquileo
Fue construido en 1728 como casa solariega y esquileo conservando en la actualidad sus entradas principales, dos portadas neoclásicas en relieve coronadas con el escudo nobiliario de la casa. Aquí se llegaron a esquilar 27 363 de las 74 000 ovejas que lo eran anualmente en el pueblo. Declarado Monumento de Interés Cultural por la Junta de Castilla y León.

Palacio del Esquileo
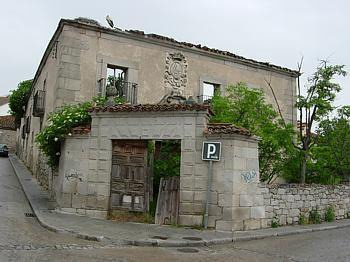
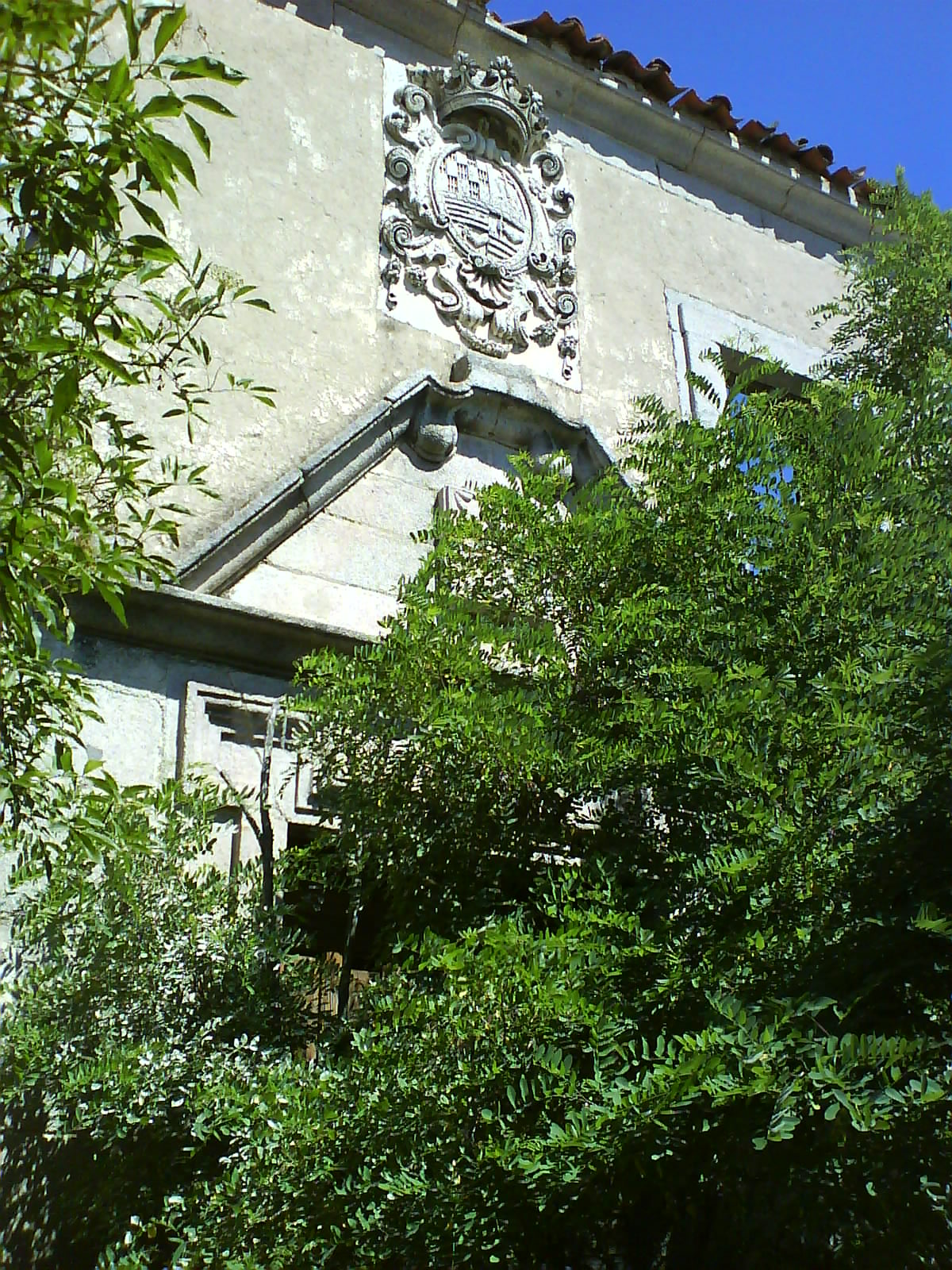
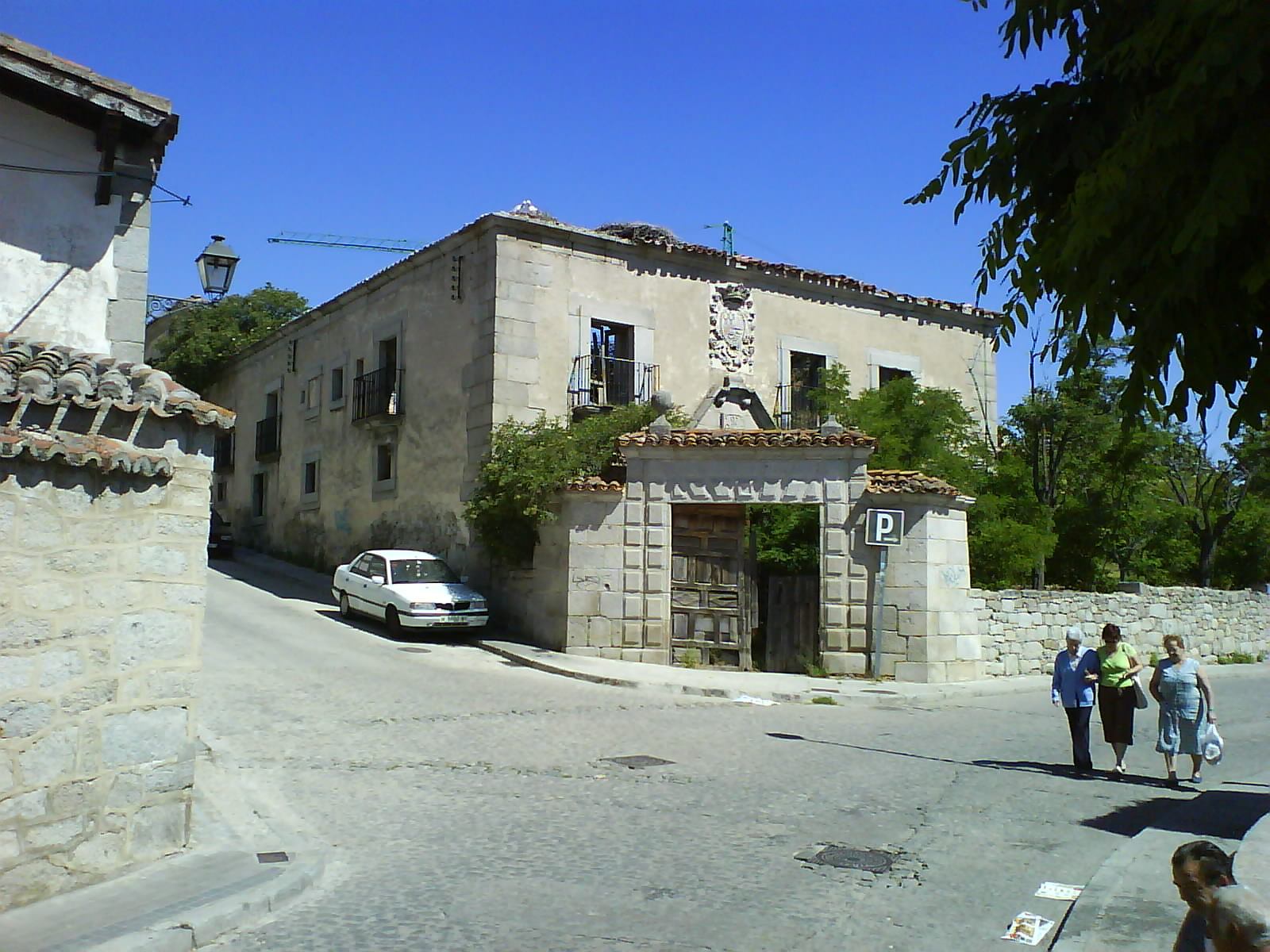
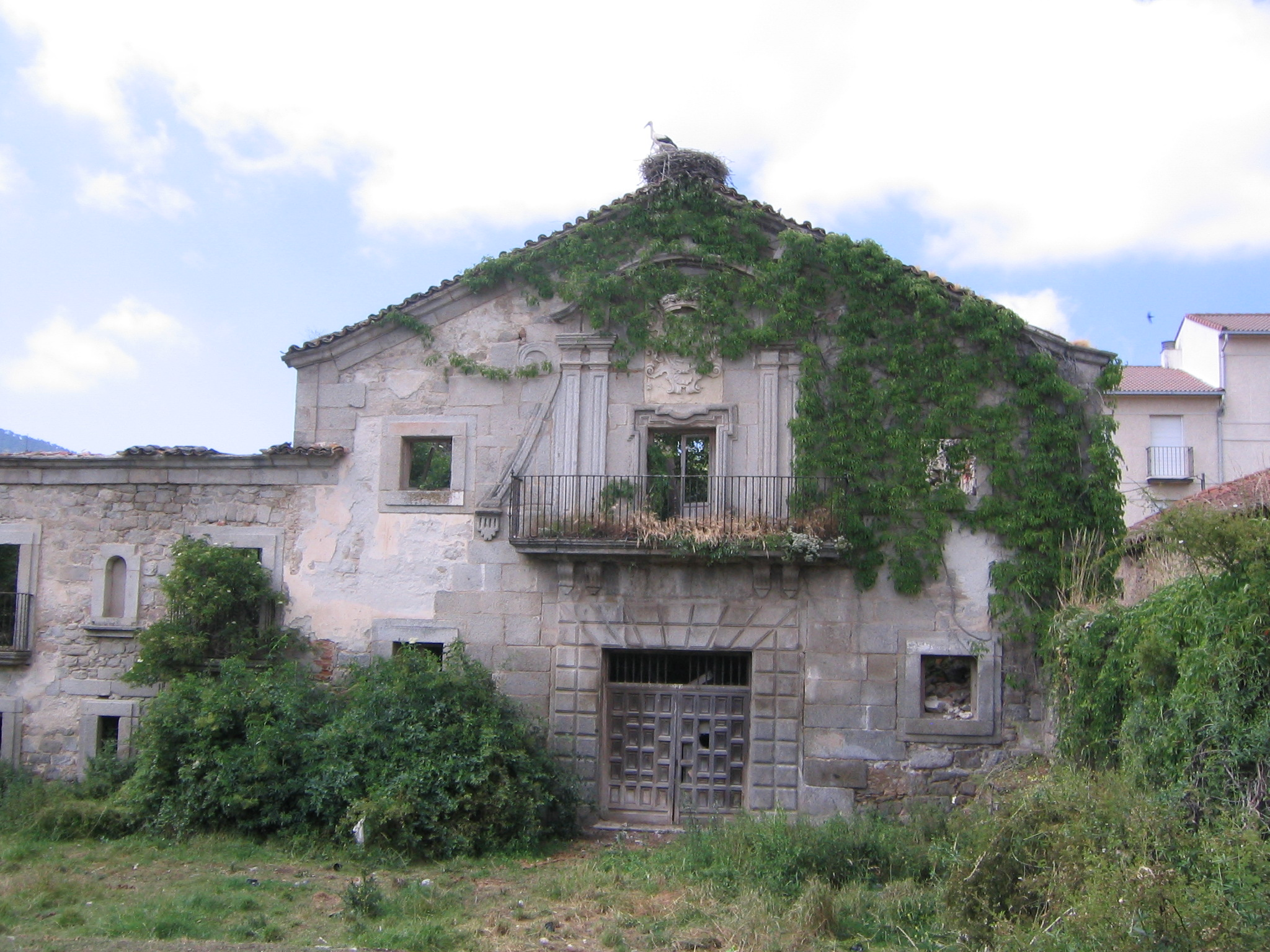

Se construyó en 1728 por orden de Antonia Velasco, primera marquesa de Perales. Entre sus ruinas se pueden ver las dos entradas principales que están realizadas en estilo neoclásico destacando el escudo heráldico la cruz de Calatrava. Está catalogado como Bien de Interés Cultural. Hizo de casa consistorial al quedar destruida ésta en la guerra civil.
Casa Consistorial

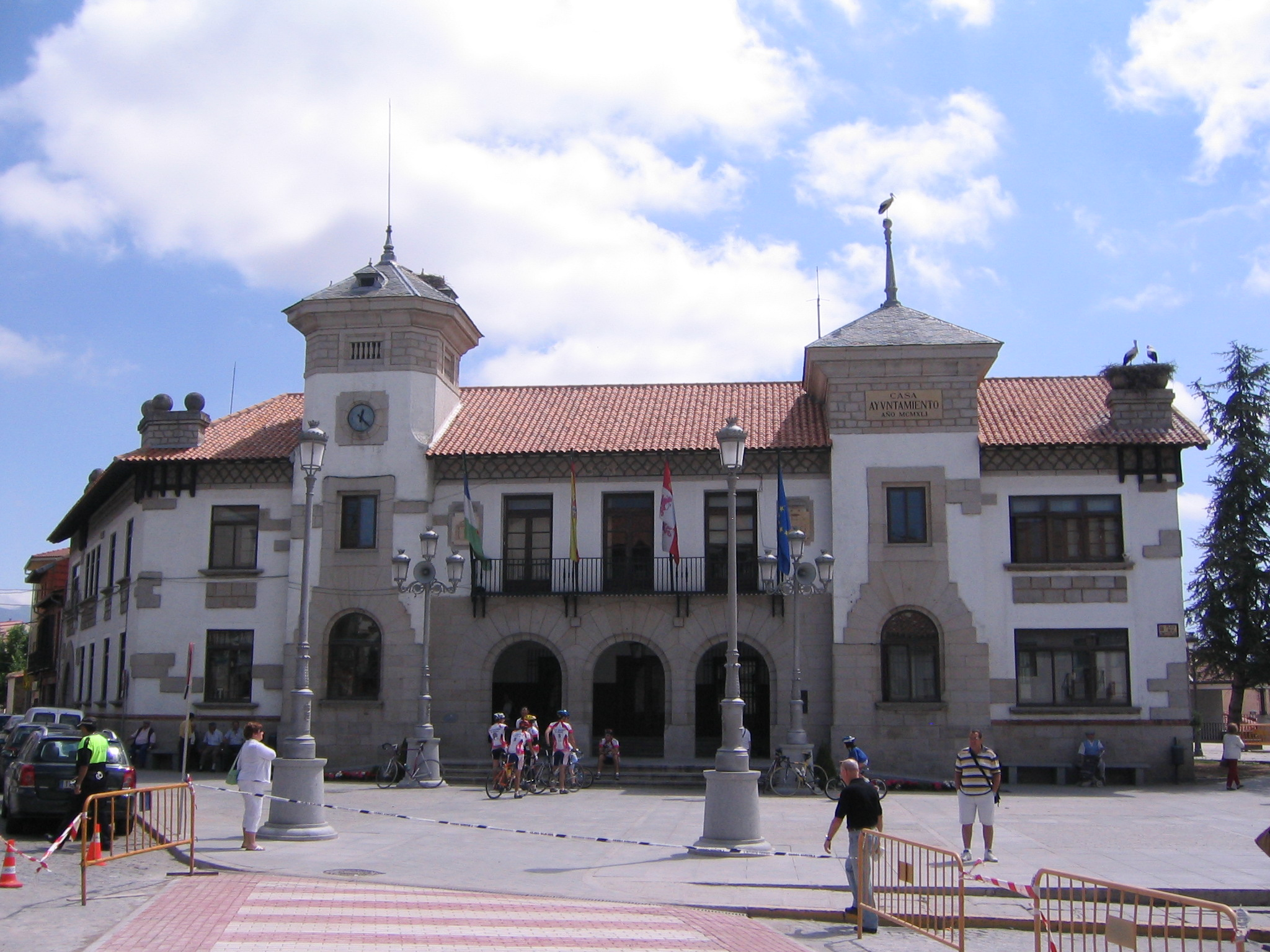
Casa consistorial de El Espinar

Construida en 1945 es un típico edificio administrativo que está realizado en granito. La fachada, enmarcada entre dos torres asimétricas, contiene los elementos necesarios de un ayuntamiento, reloj, balcón y un pórtico de tres arcos al que se accede mediante una gran escalera.
Estación de ferrocarril
Inaugurada el 29 de junio de 1888 como parte de la línea Madrid–Segovia, es ejemplo de la arquitectura industrial de finales del XIX. Es un edificio de dos plantas y paredes encaladas.
Palacio de Juan Vázquez
Conocido como Betania, cuenta con una fachada que ostenta el escudo de armas de los Vázquez Molina. Perteneció a Juan Vázquez Molina, secretario de Felipe II y regidor de Segovia.
Palacio del Marqués de Arco
Destruido a mediados del siglo XX, sus materiales se utilizaron para la construcción del centro de Higiene y Salud.
Palacio de Riguerza
Ostenta en la fachada el escudo de armas de los Riguerza, picado por orden municipal al negarse la familia a pagar el impuesto correspondiente a su hidalguía.

## Cultura

### Fiestas
Al ser El Espinar un municipio con varios núcleos de población, cada uno de ellos celebra su patrón o patrona con fiestas que, a lo largo del año son varias. Se pueden resumir en las siguientes:
El Espinar
- 30 de abril, San Eutropio, patrón de la villa. Coincidiendo con la festividad de San Eutropio, se celebra una semana cultural en dicho núcleo con variadas y numerosas actividades.

- 15 y 16 de agosto. Festividad de la Virgen y San Roque. Principalmente, vaquillas y bailes públicos.

- Segundo domingo de septiembre (fiestas grandes), una semana de fiestas en honor al Cristo del Caloco. Destaca sobre todo el baile del Teo y el pregón en el que el sonido de los bombos y tambores, no para en ningún momento.

San Rafael

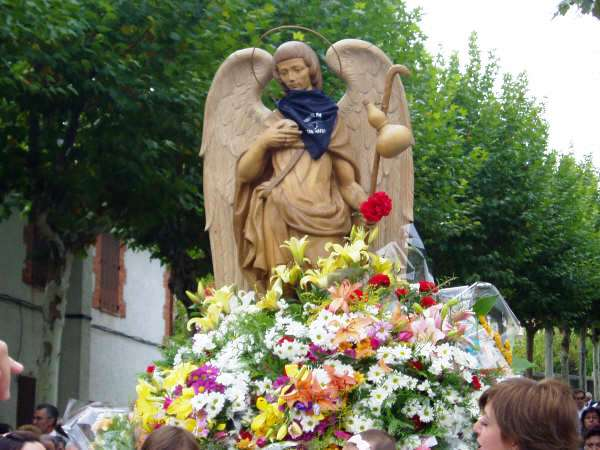
El Arcángel Rafael, patrón de San Rafael

La localidad de San Rafael tiene varios acontecimientos festivos a lo largo del año.
- Durante el primer fin de semana de marzo se celebra la Fiesta de los Gabarreros, profesión de antaño relacionada con el aprovechamiento del monte. En esos días se desarrollan actos lúdicos (corta de troncos horizontal y vertical, desrame y pela de pinos, tala de árboles, arrastre de troncos con caballos,...); concursos, como el de coplas; exposiciones y las jornadas gastronómicas en restaurantes de la localidad con variados y apetitosos menús relacionados con la gabarrería.

- A mediados del mes de agosto se celebra la Feria de Artesanía, de ámbito nacional y habiendo sobrepasado ya las 30 ediciones.

- Pero las fiestas grandes de la localidad son en honor de su patrón: San Rafael Arcángel, las cuales se celebran desde 2012 durante la semana correspondiente al último fin de semana de julio. Con anterioridad se celebraban el último fin de semana de septiembre, pero debido al mal tiempo que tiene lugar durante esas fechas, se decidieron cambiar tras una consulta popular realizada por el Ayuntamiento.[37] A pesar del cambio de fechas, en septiembre se celebran dos días de fiestas patronales en honor al patrón de la localidad durante el día de San Rafael Arcángel, el 29 de septiembre, vistiéndose la localidad de gala y celebrándose una gran misa en honor al Arcángel y su procesión.

Hasta 2012, cuando las fiestas se celebraban en el mes de septiembre, el último sábado de las mismas se celebraba a partir de las 12 de la noche y hasta altas horas de la madrugada, en el campo de fútbol municipal "Los Pinos", la "verbena típica del Teo", una famosa macroverbena dirigida a los jóvenes en la que se hacía una gigantesca hoguera y en cuyo alrededor se congregaban las diferentes grandes orquestas que amenizan la verbena, en la que en el año 2009 se dieron cita más de 5000 jóvenes provenientes de cualquier punto de España. Sin embargo, el cambio de las fiestas al mes de julio ha provocado el final del "Teo" en San Rafael debido al elevado riesgo de incendios.
En definitiva, San Rafael cuenta con multitud de fiestas con verbenas, concursos, juegos, bailes tradicionales, vaquillas, festivales taurinos y buen ambiente para gente de cualquier edad.
La Estación de El Espinar
- 13 de junio, San Antonio de Padua. Sólo se celebra la festividad religiosa.

- 16 de julio, festividad de la Virgen del Carmen. Varios días con concursos, bailes públicos, vaquillas, feria, etc.

### Gastronomía
Es la propia de la provincia de Segovia: asados, bien sean de cordero, cochinillo o de ganado vacuno. No posee buenas condiciones climáticas para la agricultura, por lo que no destaca en ese aspecto, a pesar de haber algunos huertos pero a título particular y no industrial.
Sí destaca por la riqueza micológica del entorno, pues las montañas que circundan los núcleos de población son muy ricas en especies micológicas como el níscalo, los boletos o el champiñón, entre otras muchas especies.
También ha sido habitual en la gastronomía la caza con especies como la perdiz o el conejo, y la pesca, con unas ricas truchas habituales de los ríos más caudalosos de la población, pero siempre ambas a pequeña escala, sin posibilidad de desarrollo industrial.

### Películas rodadas en el municipio
Desde hace muchos años la localidad ha servido de plató de cine para rodaje de películas, cortos y también anuncios comerciales. Cerca de un centenar de películas y cortometrajes se han rodado en la localidad, constituyendo así un gran atractivo promocional para el municipio, a la vez que deja importantes recursos económicos por la contratación de personal que colabore en distintas actividades durante los días del rodaje, por los gastos de alojamiento y alimentación aunque también es frecuente que cuenten con su propio servicio de cátering, y también por el pago de tasas al Ayuntamiento por rodar en exteriores, que solo en el año 2016 han crecido estos ingresos un 200 % respecto a años anteriores. Películas muy conocidas, como Marcelino Pan y Vino, Septiembre, Torapia son algunas de las muchas rodadas en distintos escenarios, muchas veces aprovechando el entorno natural que rodea la población.
- Marcelino, pan y vino (1955)

En 1955, Ladislao Vajda situó una de las escenas más famosas de Marcelino, pan y vino en la ermita del Cristo del Caloco, en la localidad de El Espinar.
- En septiembre (1982)

Un grupo de cuarentones revive su adolescencia repitiendo una antigua excursión en bicicleta. A partir de este planteamiento, Jaime de Armiñán esbozó una tenue reflexión sobre el paso del tiempo y el desencanto generacional con El Espinar como escenario de los recuerdos de los protagonistas de la película: Agustín González, Álvaro de Luna, Amparo Baró y María Luisa Merlo.
- Pídele cuentas al rey (1999)

Esta preciosa y cómica película de José Antonio Quirós tiene escenas grabadas en San Rafael en el transcurso de la marcha a pie que realiza el protagonista Fidel, un minero asturiano despedido por el cierre de las minas asturianas por su baja rentabilidad (interpretado por Antonio Resines), que se dirige desde Asturias hacia Madrid (pasando por San Rafael) para pedirle cuentas al Rey de por qué no se cumple la Constitución, en concreto el artículo que señala que todos los españoles tienen derecho a un trabajo digno.
- El laberinto del fauno (2006)

Dicha película fue rodada entre julio y septiembre de 2005 en el municipio espinariego, concretamente en los frondosos pinares sanrafaeleños que rodean el municipio. Fue una coproducción de Guillermo del Toro con participación hispano-mexicana, con un 75 % de participación española y un 25 % de participación mexicana. La película recibió varios premios cinematográficos.
- La llamada (2017)

Narra la historia de dos adolescentes que se encuentran en el campamento de verano cristiano La Brújula, con escenas grabadas en el campamento juvenil Alto del León, en el barrio de Gudillos.
- The Walking Dead: Daryl Dixon (2024)

Parte de la tercera saga de esta serie postapocalíptica estadounidense se ha rodado en el municipio en noviembre de 2024.

## Deportes
En esta localidad se celebra el torneo de tenis Villa de El Espinar, de carácter internacional e incluido dentro del circuito de la ATP.
Además se desarrollan otros deportes como el fútbol, baloncesto, balonmano, golf, deportes a los que se suman los relacionados con la naturaleza, pues al estar enclavado dentro de la Sierra de Guadarrama, favorece todo tipo de práctica deportiva de montaña.
Dentro del fútbol, cabe destacar la existencia de un club, El Espinar-San Rafael, en Regional Aficionados, categoría a la que ascendió en la temporada 2003/04 manteniéndose en ella. En la temporada 2006/07 se presenta un nuevo club en San Rafael, el Arcángel San Rafael, que realiza su primera temporada en las categorías de aficionado y juvenil.
El fútbol sala se mueve de la mano de El Espinar-Arlequín, conjunto que juega en 1.ª Nacional B, grupo IX, desde la temporada 2004/05 habiendo cosechado igualmente, excelentes resultados, como el descenso de Tercera División a División Regional de Aficionados en la temporada 2021/2022
Respecto al Baloncesto existe el equipo denominado "Los Jabalines" que quedaron campeones de la Serie B de la Liga Provincial de Baloncesto de Segovia en 2016.
También existe la posibilidad de jugar al golf en un campo rústico de 9 hoyos situado al borde de la SG-500 en las afueras de El Espinar. El encargado de mover este deporte en el municipio es el Club de Golf El Espinar. Esta entidad organiza un torneo campo a través único en España denominado «A legua y media».
También destaca el club ciclista Caloco, un club de ciclismo para aficionados con escuela. Destacan sus carreras benéficas para jóvenes
En los últimos años, destaca también la Carrera Villa de El Espinar, organizada por el club de atletismo "A Gatas", club que en el año 2011, pasa a federarse en la RFEA, y que en la actualidad cuenta con unos veinte integrantes.

### Marchas y paseos

Vista general del municipio de El Espinar

Los parajes del municipio de la villa de El Espinar proporcionan la posibilidad de realizar diferentes marchas por sus montes y cumbres. La altitud de partida y las posibilidades de acercamiento a las cumbres proporcionan la oportunidad de acceder a cumbres de más de 2000 m sin muchas dificultades. El propio ayuntamiento de El Espinar ha realizado un catálogo de marchas que permiten un conocimiento profundo de sus campos y de su diversidad. Estas son:
Marcha del Arcipreste de Hita
Saliendo, bien de la Estación o de San Rafael se recorren los caminos que recorrió el Arcipreste de Hita y que narra en su Libro de buen amor. El itinerario es el siguiente: se parte de la estación y se va hacia la zona de La Panera, hasta donde estuvo la venta del Conejo. El de Hita decía así:

Por la venta del Conejo

primer día de la semana

a mitad del vallejo

encontreme a una serrana

De allí se sigue subiendo el valle del Moros hasta las Campanillas desde donde se comienza a subir hacia el cordal de la sierra de Guadarrama. Llegamos a la altura de la crestería, que queda cerca de la Tablada, allí es donde dice el Arcipreste:

Cerca de la Tablada

la sierra pasada

falleme con Aldama

a la madrugada

De aquí pronto se llega a la Peña del Arcipreste y a su monumento (donde se puede encontrar y leer un ejemplar del Libro de buen amor y dejar nuestras impresiones escritas). De aquí se puede emprender camino hacia el río Gudillos. Desde aquí, si se sigue, lleva de nuevo a la Estación. Si se sale desde San Rafael se puede subir por el camino de vuelta.
Marcha de la fuente del Deseo y de la Dehesa Chica
En menos de dos horas de marcha se recorren las principales fuentes que existen entre los pinos que suben por la sierra desde San Rafael. Saliendo de la plaza de Castilla, en el corazón de San Rafael, encaminándose ladera arriba hacia la cumbre de Cueva Valiente, se puede localizar la pequeña carretera que recorre la ladera desde San Rafael hasta El Espinar. Dirigiéndose al Espinar se encuentra el arroyo que baja desde Cueva Valiente, el de Gargantilla. A su lado, un poco más abajo, se encuentra la primera de las fuentes El Cadete. Volviendo a la carretera, aparece el cartel indicador de la fuente de Peña Morena. Volviendo hacia atrás por dicha carretera, se llega a la Fuente de la Yedra y luego a la Fuente del Avellano que se esconde entre Cerca de los Guindos y el Prado Acero. Al bordear este terreno de Cerca de los Guindos hasta llegar, de nuevo, al arroyo de la Yedra justo a la altura de la Fuente de la Botella y bajando al lado del arroyo, se ubica la Fuente de la Teja, ya cerca del núcleo de San Rafael. También es posible hacer una extensión del recorrido para llegar hasta la Fuente de la Torera.
La Dehesa Chica o Bayal es una finca comunal destinada al pasto del ganado. En la actualidad el ganado que anda por ella es vacuno y caballar, donde hace tiempo en esas tierras había ovejas destinadas a la producción de lana. Se ubica a un kilómetro del núcleo de El Espinar hacia el oeste, al comienzo del valle del Voltoya y los Campos Azálvaros. Como en el caso anterior, el recorrido es escasamente de dos horas. Se sale de El Portalón, la altura que corona el pueblo, dirigiéndose hacia la carretera de Ávila que es uno de los límites de la Dehesa Chica, que queda a la izquierda. Luego de seguir, se encuentran las ruinas de Santo Domingo y su arco. Este establecimiento aparece nombrado ya en el siglo XIII. Luego, se pasa al lado de la Tejera, que da nombre a la zona y al arroyo que pasa por ella.
Un kilómetro después, se coge la senda de la izquierda, el camino del Romero, emprendiendo la vuelta al punto de partida. Por este camino se pasa por algunos sitios singulares, destacando que en el camino la vegetación es diferente a la que es común en el resto del municipio, el pino silvestre, que aquí dará paso al roble altar, a los piornos y las retamas.
Marcha de la Garganta del río Moros

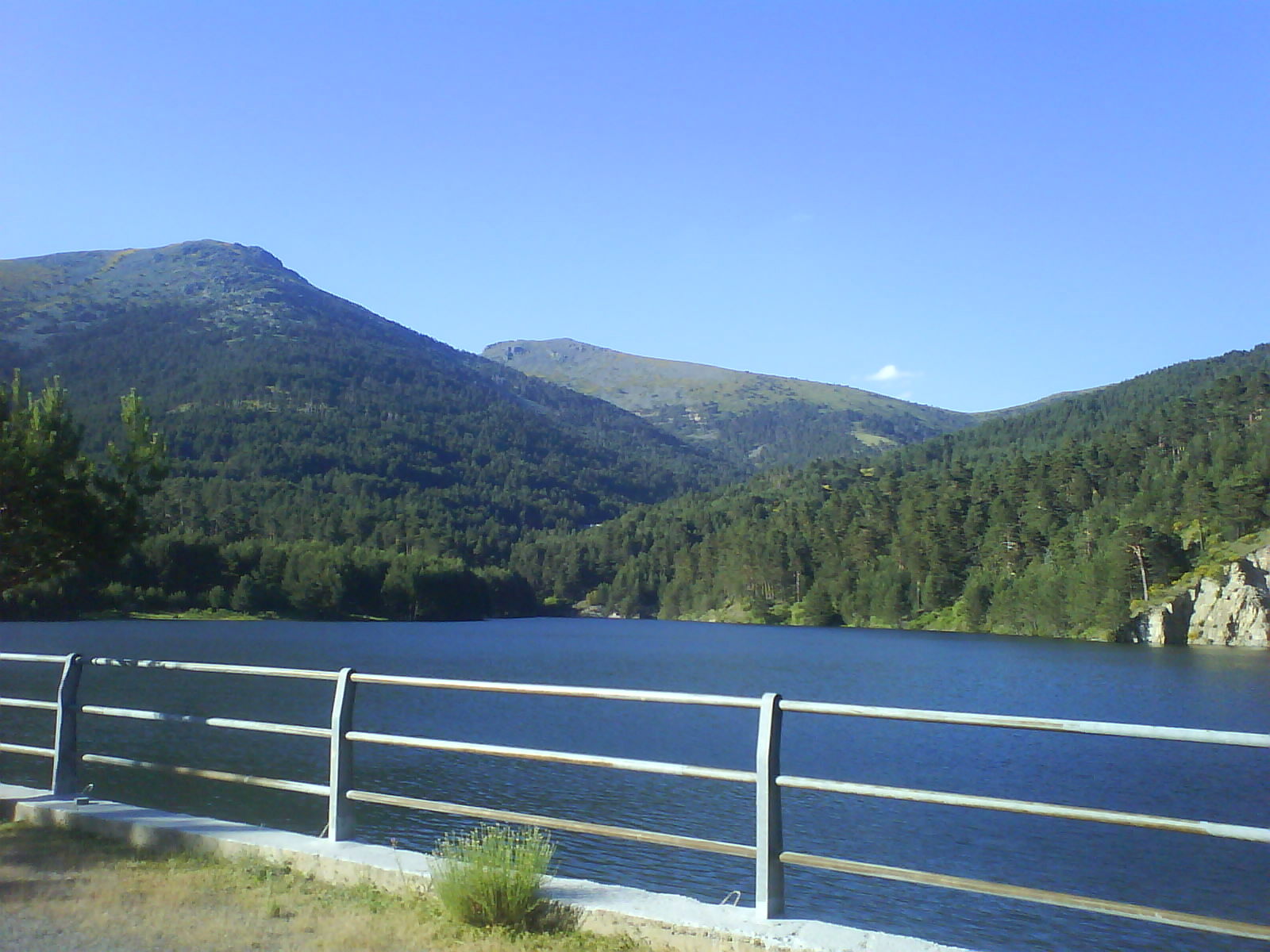
Vista de la Garganta, con el Pico del Oso de fondo

Al final del valle del río Moros está la llamada La Garganta; allí es donde se cierra el valle bajo los picos del Montón de Trigo y el Pico del Oso. Esta zona suele permanecer cerrada, incluso para peatones, los meses de verano por motivos de prevención de incendios forestales.
Se sale de San Rafael hasta la puerta de Las Campanillas. De allí se sigue por la derecha hasta un pequeño embalse que forma el arroyo de La Gangatilla, donde se sigue hasta el collado de Cerromatejo que separa La Peñota de la Peña del Águila. Una vez en el collado, se baja de muevo hasta la carretera que va hacia el embalse del Tejo y que rodea toda la cabecera del valle, volviendo por la otra ladera regresando a la zona de La Panera.
También es posible cruzar por la senda que sale a la derecha de la carretera al lado del embalse de La Gargatilla para alcanzar la otra ladera y volver hacia La Panera y de allí al punto de partida.
También es posible hacer esta ruta teniendo como inicio y final la zona de las piscinas naturales de Las Paneras.
En este recorrido se atraviesan varios bosques en donde se pueden ver, todavía, chozos (chabolas) que dieron cobijo a los trabajadores que realizaban labores de aprovechamiento del monte y sus recursos.
También es posible hacer esta ruta teniendo como inicio y final la zona de las piscinas naturales de Las Paneras.
Marcha de las tres cumbres
Esta macha suele realizarse organizada por el ayuntamiento. Se suele hacer en uno de los últimos sábados de agosto. Se comenzó a realizar en 1989 por la asociación el Arcángel.
Se sale de San Rafael por la carretera hacia el puerto del Alto del León, y cuando se llega a las piscinas, se tuerce a la derecha buscando la subida a la Peña del Águila y de allí al collado de Hornillos y de este al de la Mina para alcanzar la cumbre de Cabeza Líjar (1824 m). Cerca queda, hacia el oeste, La Salamanca, de la misma altitud y desde donde se puede ver el valle de Cuelgamuros con la basílica del Valle de los Caídos. Desde Cabeza Líjar se regresa al paso de Hornillos para emprender la subida a Cueva Valiente, de 1903 m de altitud. De esta cumbre, se pasea por los restos de la pequeña carretera que sube desde Peguerinos hasta el collado de Gargantilla de donde, siguiendo el cauce del arroyo del mismo nombre, se retorna a San Rafael.
Marcha de los tres núcleos
Esta marcha se desarrolla en forma circular, por lo que el recorrido puede comenzar en cualquier parte del circuito. El descrito aquí comienza en San Rafael. De la plaza de Castilla nos dirigimos al barrio de la Estación, pero por la carretera de Segovia. Después de recorrer unos 3 kilómetros llegamos al barrio de la Estación y podemos ver la torre de la Cigüeña, la chimenea que nos recuerda el aserradero al que perteneció. De aquí vamos hacia el núcleo de El Espinar, encaminándonos hacia el norte y pasando sobre al carretera de Segovia y la autopista AP-6 hasta llegar a la carretera nacional N-6 y de allí, por la carretera de acceso al pueblo, entramos al núcleo principal de la villa.
Pasamos la plaza de la Constitución, donde se ubica la casa consistorial, y vamos, por la de la Corredera, hacia la plaza de toros para coger la carretera forestal que, por la ladera de Cueva Valiente, nos llevará de nuevo a San Rafael. Por esta carretera encontraremos las fuentes de las Barrancas y la de Peña Morena. Pronto encontraremos el arroyo de La Gargantilla que si lo seguimos nos llevará a la plaza de Castilla de San Rafael terminando así el recorrido.
Si seguimos la carretera nos encontraremos con la fuente de La Yedra y de La Botella para llegar al arroyo Mayor y encontrar, de nuevo, siguiendo su curso, la carretera N-6 y volviendo, encaminándonos hacia el norte, a la plaza de Castilla donde termina el recorrido.